# Nazismo

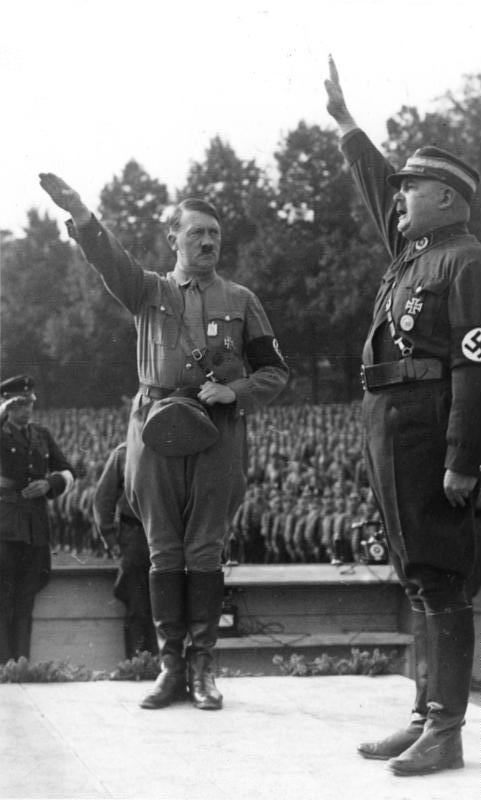
Adolf Hitler, canciller de Alemania, y Ernst Röhm, cofundador y comandante de las SA, realizando el saludo fascista (1933).

El nacionalsocialismo (en alemán: Nationalsozialismus), comúnmente acortado a nazismo, fue la ideología de extrema derecha del régimen que gobernó Alemania desde 1933 hasta 1945 con la llegada al poder del Partido Nacionalsocialista Obrero Alemán de Adolf Hitler (NSDAP). Hitler instituyó una dictadura, el autoproclamado Tercer Reich. El Reich anexionó Austria a partir del Anschluss, así como la zona de los Sudetes, Memel y Dánzig. Durante la Segunda Guerra Mundial, los nazis ocuparon tierras en Polonia, Francia, Checoslovaquia, Hungría, los Países Bajos, Dinamarca y Noruega. A la Alemania de este periodo se le conoce como la «Alemania nazi».
El nazismo es una forma de fascismo que demostró un rechazo ideológico hacia el comunismo, el marxismo, la democracia liberal y el sistema parlamentario. También, incorporó un ferviente antisemitismo, el racismo científico y la eugenesia en su credo. Su nacionalismo extremo provino del pangermanismo y del movimiento Völkisch prominente en el nacionalismo alemán de la época, y fue fuertemente influenciado por los grupos paramilitares anticomunistas Freikorps que surgieron después de la derrota de Alemania en la Primera Guerra Mundial, de la cual surgió «el culto a la violencia» que estaba «en el corazón del movimiento».
Es una ideología gestada en la década de 1920, pero que no alcanzará importancia hasta los años 30, momento en que las duras condiciones de paz impuestas en el Tratado de Versalles (1919) se juntan con la grave crisis mundial del Jueves Negro en 1929 (véase Gran Depresión). En Alemania la situación es más acuciante aún, ya que a los devastadores efectos económicos se sumaba la obligación de pagar el tributo de la derrota en la Primera Guerra Mundial, y el descontento popular ante la injusta situación que hacía que las calles se llenaran de manifestaciones extremistas de toda índole, tanto de izquierda como de derecha.
Esta situación culmina con el fuerte descrédito de las democracias liberales, ya que las dictaduras que surgieron demostraron ser capaces de controlar y resolver las crisis más efectivamente que las democracias. Tanto la Italia de Benito Mussolini —quien fue elogiado por «hacer que los trenes llegaran a tiempo», es decir, por poner fin a las huelgas y caos económico que había dominado a ese país— como el Imperio del Japón, países en los que se impusieron «gobiernos fuertes», no solo resolvieron la crisis a mediados de los 30 sino que fueron percibidas como restaurando el orden social aún con anterioridad a esa solución a problemas económicos.
A esa crisis político-económica hay que agregar una crisis ideológica, aún anterior, que se extiende desde 1890 a 1930 y que ha sido caracterizada como una «revolución contra el positivismo». Tanto los valores como las aproximaciones a la sociedad y la política que formaban la base de la civilización occidental fueron percibidas como superadas reliquias del racionalismo proveniente de la Ilustración. Específicamente, tanto el fascismo como los desarrollos intelectuales que lo antecedieron buscaron transcender lo que se percibía como la decadencia del Occidente (véase, por ejemplo, La decadencia de Occidente).
Consecuentemente, el Zeitgeist de esa época puede ser descrito como una amalgama o mezcla de ideas caracterizado por un rechazo al racionalismo, proceso que es generalmente percibido como iniciándose con Friedrich Nietzsche, junto a tentativas de incorporar «explicaciones científicas» a preconcepciones o incluso prejuicios explicativos del mundo, por ejemplo, un racismo latente, que dieron origen a propuestas tales como las de la eugenesia, y en lo político, bajo la influencia de pensadores tales como Georges Sorel, Vilfredo Pareto, Martin Heidegger (supuestamente), Gaetano Mosca, y, especialmente, Robert Michels; a percepciones político elitistas basadas en un culto del héroe y la fuerza que culminan en una versión del darwinismo social. Percepciones que adquieren connotaciones más extremas en su divulgación y vulgarización.
Como influencia importante en el desarrollo de ese Zeitgeist se puede mencionar la obra de Arthur de Gobineau, que propuso que en cada nación hay una diferencia racial entre los comunes y las clases dirigentes. Estos últimos serían todos miembros de la raza aria, quienes son no solo la raza dominante sino también la creativa. Posteriormente, Houston Stewart Chamberlain identifica «los arios» con los teutones; en adición a tratar de demostrar que todos los grandes personajes de la historia —incluidos Jesucristo, Julio César o Voltaire, entre otros— fueron realmente arios, agrega: 

Los teutones son el alma de nuestra civilización. La importancia de cualquier nación, en la medida que es un poder actual, está en relación directa a la genuina sangre teutona presente en su población
H. S. Chamberlain (1899). Foundations of the Nineteenth Century.

Múltiples autores también resaltan el papel que tuvo la teoría evolucionista, y el darwinismo social incorporados a la ideología nazi, como factores que propiciaron la posterior generación de racismo, la creación del nacionalismo, la propagación de la política neoimperialista y parte diversos pilares ideológicos del nazismo basados en la aplicación política de la idea de la «supremacía del más fuerte».
También de importancia fueron percepciones que se pueden ver ejemplificadas en la obra de, por ejemplo, Benjamin Kidd, quien propuso: 

Nuestra civilización ha sido dada a luz como resultado de un proceso de fuerza sin paralelos en la historia de la raza. Por épocas incontables el combativo macho europeo se ha desbordado a través de Europa en sucesivas olas de avance y conquista, venciendo, exterminando, aplastando, dominando, tomando posesión. Los más aptos, que han sobrevivido esas sucesivas olas de conquista, son los más aptos por el derecho de la fuerza y en virtud de un proceso de selección militar, probablemente el más largo en la historia, el más duro, probablemente el más elevante al que la raza ha sido sometida.
Benjamin Kidd (1919). The Science of Power, pp. 4-5.

Para Kidd, el combativo hombre europeo es un pagano que rinde homenaje pero no entiende ni acepta en su corazón la validez de «una religión que es la total negación de la fuerza». Ese hombre europeo ha introducido el «espíritu de la guerra» en «todas las instituciones que ha creado» y «la creencia que la fuerza es el principio último del mundo». Ese «hombre de la civilización occidental ha llegado a ser por la fuerza de las circunstancias el supremo animal de combate de la creación. La Historia y la Selección Natural lo han hecho lo que es», «por la fuerza ha conquistado el mundo y por la fuerza lo controla». Otras visiones de influencia en esa percepción son las de Oswald Spengler, para quien Mussolini era el parangón del nuevo César, que se levantará del Occidente en ruinas para reinar en la «era de la civilización avanzada», por analogía a los césares de la Antigüedad.
En Alemania, específicamente esa rebelión contra el racionalismo dio origen, entre otras cosas, a una variedad de asociaciones que promovían un retorno a visiones romantizadas del pasado alemán (véase Völkisch), en lo cual Richard Wagner tuvo alguna influencia y una sociedad ocultista y semisecreta, la Sociedad Thule —basada en la ariosofía y primeros en usar la esvástica en el contexto de la época— que patrocinó el Partido Obrero Alemán (DAP), más tarde transformado por Hitler en el Partido Nacionalsocialista Obrero Alemán.
A lo anterior se ha sugerido que hay que agregar factores específicamente alemanes. A pesar de que Maurice Duverger considera tales consideraciones poco convincentes a fin de explicar el desarrollo del nazismo, se ha afirmado que no se puede explicar el nazismo sin considerar su origen y que entre los factores que explican ese origen se debe mencionar una tradición cultural (volkgeist) —que se remonta a personajes tales Lorenz von Stein y Bismarck (véase Estado social)— en la cual el Estado adquiría poderes dictatoriales, demandando orden, disciplina y control social estricto a fin de garantizar crecimiento y el bienestar económico de la población.
Esa tradición se transforma, bajo la influencia de personajes tales como Ernst Forsthoff, jurista conservador de gran influencia, quien, a partir del periodo de la República de Weimar, postula que los individuos están subordinados ya sea al «Estado absoluto» o al Volk, bajo la dirección de un caudillo o führer.
El nazismo transforma, sin mucha dificultad, ese culto a la fuerza del más fuerte que es el ario en un antisemitismo puro y simple, utilizando la preexistente leyenda de una conspiración judía para hacerse con el control mundial y Los protocolos de los sabios de Sion) para explicar la derrota alemana en la Primera Guerra Mundial: el ejército de ese país fue traicionado y «apuñalado en la espalda» por los bolcheviques y judíos. Esa «traición» se extiende al gobierno socialdemócrata de la República de Weimar que permite ahora que esos mismos judíos se beneficien de la inflación, y otros problemas que afectan a los alemanes. Aduciendo además que muchos de los principales líderes comunistas son también judíos, asimilan ambos conceptos en una gran «conspiración judeo-marxista».
El nazismo se concreta como una ideología totalitaria de índole fascista en la medida en que se caracteriza por dar una importancia central y absoluta al Estado —a partir del cual se debe organizar toda actividad nacional (véase Gleichschaltung)— representado o encarnado y bajo la dirección de un caudillo supremo, en este caso Hitler, y por proponer un racismo, nacionalismo e imperialismo visceral que debe llevar a conquistar los pueblos que se consideren inferiores (véase Lebensraum). A partir de 1926, Hitler centralizó incrementalmente la capacidad de decisiones en el partido. Los dirigentes locales y regionales y otros cargos no eran electos, sino nombrados, de acuerdo al Führerprinzip (‘principio de autoridad’) directamente por Hitler, y a él respondían, demandando, a su vez, obediencia absoluta de sus subordinados. El poder y la autoridad emanaban de arriba y no de abajo.

## Término
La vigésimo segunda edición del Diccionario de la lengua española define nazismo como el «movimiento político y social del Tercer Reich alemán, de carácter pangermanista, fascista y antisemita».
Etimológicamente, el acortamiento nazi proviene de dos sílabas del término Nationalsozialismus, como ideología implementada por el partido (Nationalsozialistische Deutsche Arbeiter Partei). Los miembros del partido se identificaban a sí mismos generalmente como nacionalsocialistas y solo raramente como nazis. Dicho término fue popularizado por el periodista Konrad Heiden, quien lo usaba de manera burlesca en sus escritos.
El origen y uso de nazi es similar al de sozi, palabra del lenguaje diario para designar a los miembros del Partido Socialdemócrata de Alemania (Sozialdemokratische Partei Deutschlands), y otros términos que en alemán coloquial se suelen acortar terminando con una /i/ final. A partir de 1933, cuando Hitler asumió poder en el gobierno alemán, el uso del término iba disminuyendo en Alemania, aunque en Austria, al menos hasta el Anschluss, sus oponentes lo continuaron usando con una connotación despectiva. A partir de eso, el término ha adquirido una connotación crecientemente peyorativa.
Algunos autores usan el vocablo «nacionalsocialista» en el contexto político y el acortamiento «nazi» en el contexto ideológico, y sobre todo racista. Otras fuentes, sin embargo, consideran ambos términos como sinónimos sin ninguna diferencia más allá que el uso habitual y más común del término acortado.

## Nacionalsocialismo y Hitler

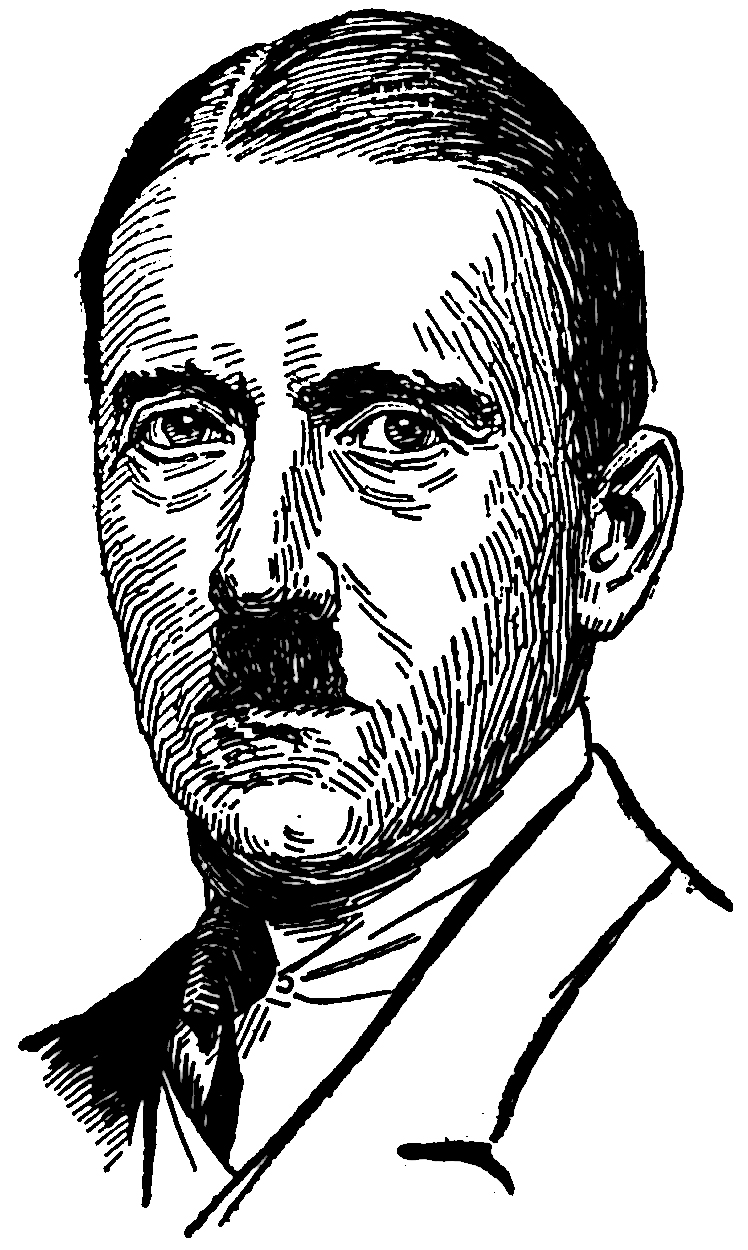
Retrato a lápiz de Adolf Hitler, 1923

Se ha sugerido que Adolf Hitler «es uno de esos pocos individuos de los cuales se puede decir con absoluta certeza que: sin él, el curso de la historia habría sido diferente», o, que sin él, las cosas habrían sido muy diferentes.
Hay poca duda que Hitler poseía un carisma y capacidad de oratoria, pero también una ambición excepcional. Alguien que -con una falta de escrúpulos absoluta- estaba dispuesto a sacrificar lo que fuera o considerara necesario en aras de sus objetivos. Pero tampoco hay duda que tanto los objetivos como los medios eran avalados por el Zeitgeist, y que Hitler encapsuló -voluntaria o accidentalmente- lo peor de ese espíritu de su época. Si bien es posiblemente correcto que sin Hitler el nazismo no habría sido lo que fue, no es menos cierto que sin ese zeitgeist Hitler no habría sido lo que fue.
Hitler conoció ese zeitgeist cuando vivió en Viena, entre 1908 y 1913, tratando de ganarse la vida como pintor. La Viena que Hitler conoció no solo era la ciudad culta y cosmopolita de la visión general sino también la que ha sido descrita como un cloaca de antisemitismo, racismo y políticas corruptas, con un parlamento -que Hitler visitó numerosas veces- paralizado por disensiones raciales y sectoriales intransigentes. Es ahí -se ha aducido- que Hitler adquirió su desprecio por la democracia, ahí donde vio por primera vez el saludo Heil —entre los seguidores del pangermanista y antisemita radical Georg von Schönerer— y ahí a donde aprendió acerca de la propuesta de la eugenesia.
Después de la Gran Guerra Hitler permaneció en el ejército donde fue asignado a una unidad especial, el Departamento de Educación y Propaganda, del Ejército de Baviera, bajo el comando del capitán Karl Mayr. Una función importante de ese departamento era dar a los soldados una razón aceptable —desde el punto de vista del ejército— de su derrota en la guerra. Esa razón se encontró fácilmente, dado el "espíritu de la época" y el del ejército, en "la traición de los judíos y comunistas".
En julio de 1919, Hitler fue asignado a un "Comando de Inteligencia" y ordenado espiar un pequeño grupo —autodenominado Partido Obrero Alemán (DAP por sus siglas en alemán)— bajo sospecha de ser marxista o, por lo menos, socialista.- Hitler se impresionó con la visión nacionalista y de solidaridad entre todos los miembros de la sociedad —pero anticomunista y antisemita— de Anton Drexler, fundador del grupo, quien a su vez, fue impresionado por la oratoria de Hitler: cuando uno de los miembros sugirió separar Baviera de Alemania y unificarla con Austria, Hitler pronunció un discurso oponiéndose y llamando en su lugar a «engrandecer a Alemania». Consecuentemente Drexler le ofreció al espía que se hiciera miembro de la organización, lo que Hitler hizo el 12 de diciembre de 1919, convirtiéndose en el 55.º individuo a ingresar. Al mismo tiempo se integró al Comité Ejecutivo del Partido, como séptimo integrante. Años después Hitler proclamó haber sido el séptimo en unirse al partido, afirmación que se ha demostrado ser falsa.
En el 20 de febrero de 1920, el Partido Obrero Alemán cambió su nombre por el de Partido Nacionalsocialista Obrero Alemán (llamado NSDAP o Partido Nazi). A Hitler no le gustó el término "socialista", pero accedió por parte del comité ejecutivo como estrategia para atraer a la clase trabajadora y alejarla de los partidos de izquierda. También se apropiaron de símbolos izquierdistas como el color rojo en sus banderas.

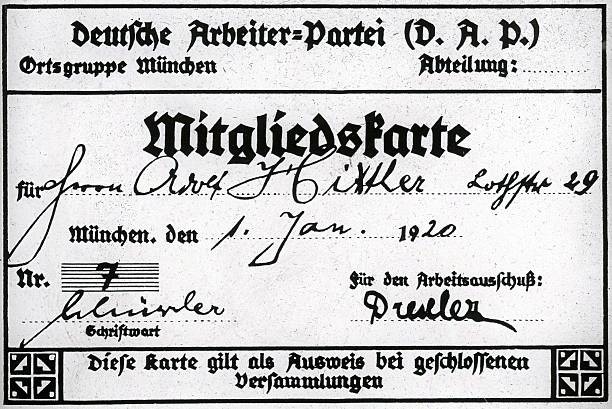
Copia (falsificada) del Carnet de Afiliación al Partido Obrero de Hitler. El número real de su membresía era el 550 (55, el 500 era agregado para dar la impresión de un grupo más grande) pero con posterioridad el número de Hitler fue reducido para dar la impresión que Hitler fue uno de los fundadores del "partido".

Hitler llegó a ser el protegido de Dietrich Eckart, otro de los fundadores y miembro de la Sociedad Thule, quien —junto con el resto de esa sociedad— creían en la llegada inminente de un "Mesías alemán". Eckart -con ambiciones de poeta- había escrito acerca del "El Sin nombre", "El que todos sienten pero ninguno ha visto" y en Hitler creyó encontrarlo, lo que se vio reforzado por su éxito como orador, pero el resto de los directores "del partido" lo encontraban prepotente y egoísta. Hitler reaccionó -julio de 1921- ofreciendo dimitir o ser nombrado jefe del partido (reemplazando a Drexler) con poderes ilimitados. El asunto fue finalmente puesto a una reunión general. La propuesta de Hitler fue aprobada por 543 votos a favor y uno en contra. En la reunión siguiente (29 de julio de 1921) del recientemente renombrado Partido Nacionalsocialista Obrero Alemán, Hitler fue introducido -por primera vez- como führer.
Esa posición fue conveniente para Hitler y su personalidad o estilo, librándolo de la obligación de tener que seguir cualquier programa o compromiso que no fuera conveniente en el momento, incluyendo las propuestas por él mismo. Pero de nuevo, no vemos la acción de un genio político, sino el resultado de, por un lado, el de la ilusión de personajes tales como Eckart y, por el otro, de la propuesta de sectores conservadores y nacionalista -tales como la de Forsthoff - que fueron utilizadas para producir una situación tal que le permiten proclamar: "Yo soy el partido".
Así, los principales ideólogos del partido cuando este llega al poder - Walter Darré, Dietrich Eckart, Hans Frank, Rudolf Hess, Heinrich Himmler, Robert Ley, Julius Streicher, Alfred Rosenberg, etc- muestran, entre los elementos que los caracterizan, una fe ciega en un jefe, Hitler, quien es concebido como encarnando todas las calidades y Voluntad de poder o vida de "la nación" y -como tal, el único que puede determinar qué es y qué no es correcto, aceptable o incluso ético. En las palabras de un jerarca nazi: "Si el pueblo tiene confianza, y si la verdadera dirección popular esta presente, el Führer será capaz de hacer lo que desee con la nación... la gente le obedecerá ciegamente y ciegamente lo seguirán. El Führer siempre tiene la razón. Cada uno y hasta el último ciudadano debe decirlo (...) Sí, Uds. que nos llamaban sin dios, hemos encontrado nuestra fe en Adolf Hitler y a través de él hemos encontrado a Dios una vez más. Esa es la grandeza de nuestro día. Y esa es nuestra buena fortuna"

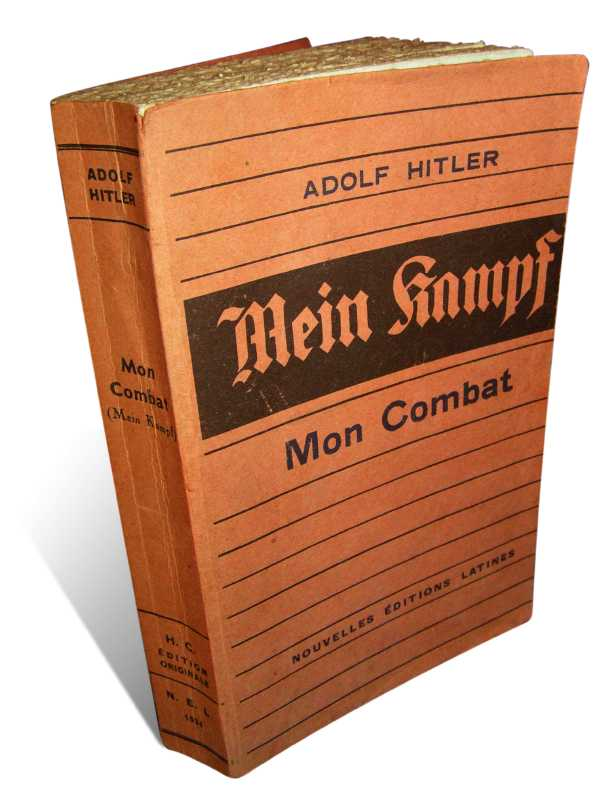
El libro Mi lucha.

Poseen también un enemigo mortal, responsable de todos los problemas que han afectado a los arios a través de la historia: las razas inferiores o Untermensch - (tales como los eslavos, los gitanos, y, especialmente, los judíos, responsables de la Conspiración judeo-masónico-comunista-internacional). Enemigos no solo mortales pero ineludibles, no solo porque así lo determina las leyes biológicas mismas, sino porque así lo determina el único que puede determinar esas cosas: Hitler, el Führer que nunca se equivoca, en su libro. Los arios, como raza superior es de donde viene el hombre creador, viril y guerrero. De esa raza proceden todos los triunfos de la especie humana. Sin embargo, también creen, como Spengler, que las civilizaciones creadas por los arios decaían y morían una vez sus elementos representativos se mezclaban racialmente con miembros de esas otras razas: "El resultado de todo cruce racial es, brevemente, siempre el siguiente: (a) descenso de la raza más alta. (b) regresión física e intelectual y consecuentemente el comienzo de una lenta pero inevitable enfermedad. Causar tal desarrollo es, entonces, nada pero un pecado contra el creador eterno. Y como pecado será tratado".-
Una de las primeras medidas de Hitler como führer de los nazis fue organizar un grupo selecto, las Grupos de Asalto o SA -bajo control de uno de sus incondicionales, el exoficial de ejército Ernst Röhm - y ordenarles "confrontar" socialistas en las calles. Esto llevó a un incremento en la popularidad del partido nazi entre sectores más extremos en los bares y cantinas en los que los nazis organizaban sus reuniones y de ahí, entre los "nacionalistas extremos" de la población general. Entre las figuras que se unieron a los nazis se puede destacar a Heinrich Himmler; Hermann Göring y Joseph Goebbels. Las SA crecieron rápidamente, atrayendo miles de reclutas al punto que -en 1922- se hizo posible y necesario crear una división para "novatos" de 14 a 18 años - la Jugendbund o Hermandad de los jóvenes- que en algún momento se transformó en las Juventudes Hitlerianas.
Tras encabezar un fallido intento de golpe de Estado en 1923, contra la República de Weimar, Hitler es condenado a prisión y recluido en un castillo. Una condena de 5 años, de la que finalmente solo cumplió once meses, le permitió escribir el libro semiautobiográfico Mein Kampf '(Mi lucha)' que pronto se convierte en el elemento que le faltaba al colectivo, un libro casi sagrado. En él declara firmemente su antisemitismo y su anticomunismo y deja claro que los arios son una raza superior a todas las demás.
En febrero de 1926 Hitler -en un discurso frente alrededor de sesenta de sus seguidores más selectos, incluyendo los gauleiteres- repudió las posiciones "socialistas" anteriores del partido, enfatizando que "el verdadero enemigo son los judíos", y que tanto el socialismo como la URSS -como creaciones judías- debían ser destruidas y que la propiedad privada debía ser respetada por los nazis. Esto horrorizó a algunos de sus seguidores más cercanos y llevó al comienzo de una ruptura con la facción de Gregor Strasser, pero posibilitaba un acuerdo con sectores derechistas en el gobierno. Uno de los resultados inmediatos de ese vuelco a la derecha fue que en 1927 Wilhelm Keppler -un empresario- se unió al partido nazi. Y a través de él algunos otros -tales como Hjalmar Schacht (más tarde, ministro de economía de los nazis), Fritz Thyssen y el banquero Kurt von Schroeder- aceptaron financiar al partido.
 Esto se vio facilitado por la llegada de la crisis de 1929, lo que aumentó el caudal electoral nazi, llegando este a obtener el 37 % del voto popular (abril de 1932), con un aumento en la membresía de 27 000 en 1925 a más de 800 000 en 1931.

## Ascenso al poder del nacionalsocialismo
El gobierno de la República de Weimar fue un gobierno en crisis constante, con frecuentes divisiones de alianzas faccionales formadas alrededor de personalidades. Desgraciadamente ni la mayoría de los políticos -con la excepción de los social demócratas- ni los industrialistas, ni el ejército, ni el pequeño sector de clases medias ni la aristocracia ni muchos sectores populares tenían interés en la democracia. En las palabras de una declaración del Partido Conservador Alemán: "Odiamos con todo nuestro corazón la presente forma del Estado Alemán porque nos niega la esperanza de rescatar nuestra esclavizada patria, de purificar del pueblo alemán la mentira de la guerra y de ganar el necesario espacio vital en el Este".
Una de las principales personalidades de la época -Franz von Papen- perdió posición frente a la facción de Kurt von Schleicher, quien, nuevamente fue incapaz de obtener apoyo mayoritario. Von Papen concibió reemplazarlo con "una cara nueva", la de Hitler, que sería -en la opinión de Papen- fácil de manipular: el partido nazi comenzaba a mostrar desgaste electoral, perdiendo -julio de 1932- 34 escaños, reduciendo a 196 "diputados" sobre un total de 608. Adicionalmente, el partido se estaba quedando sin fondos. Aparentemente el plan de von Papen era promover una dictadura mediante un golpe de Estado que -en su opinión- sería inevitable siguiendo el caos que el gobierno de Hitler produciría (dado que no solo una vez más el gobierno sería incapaz de funcionar sino que el uso de confrontación y violencia por "el incapaz" Hitler produciría una demanda popular por la restauración del orden). Como se ha observado "Estupideces de ese tamaño son raras en cualquier país o época". Von Papen arregló una reunión con Hitler a través de los buenos oficios del banquero von Schroeder, lo que se concretó -el 4 de enero de 1933 en la casa de este último, llegando a un acuerdo. Hitler fue nombrado Canciller de Alemania el 30 de enero de 1933. (la fecha es conocida como Machtergreifung). Sin embargo, la coalición que "apoyaba" al nuevo canciller era minoritaria, contando con solo 247 escaños.

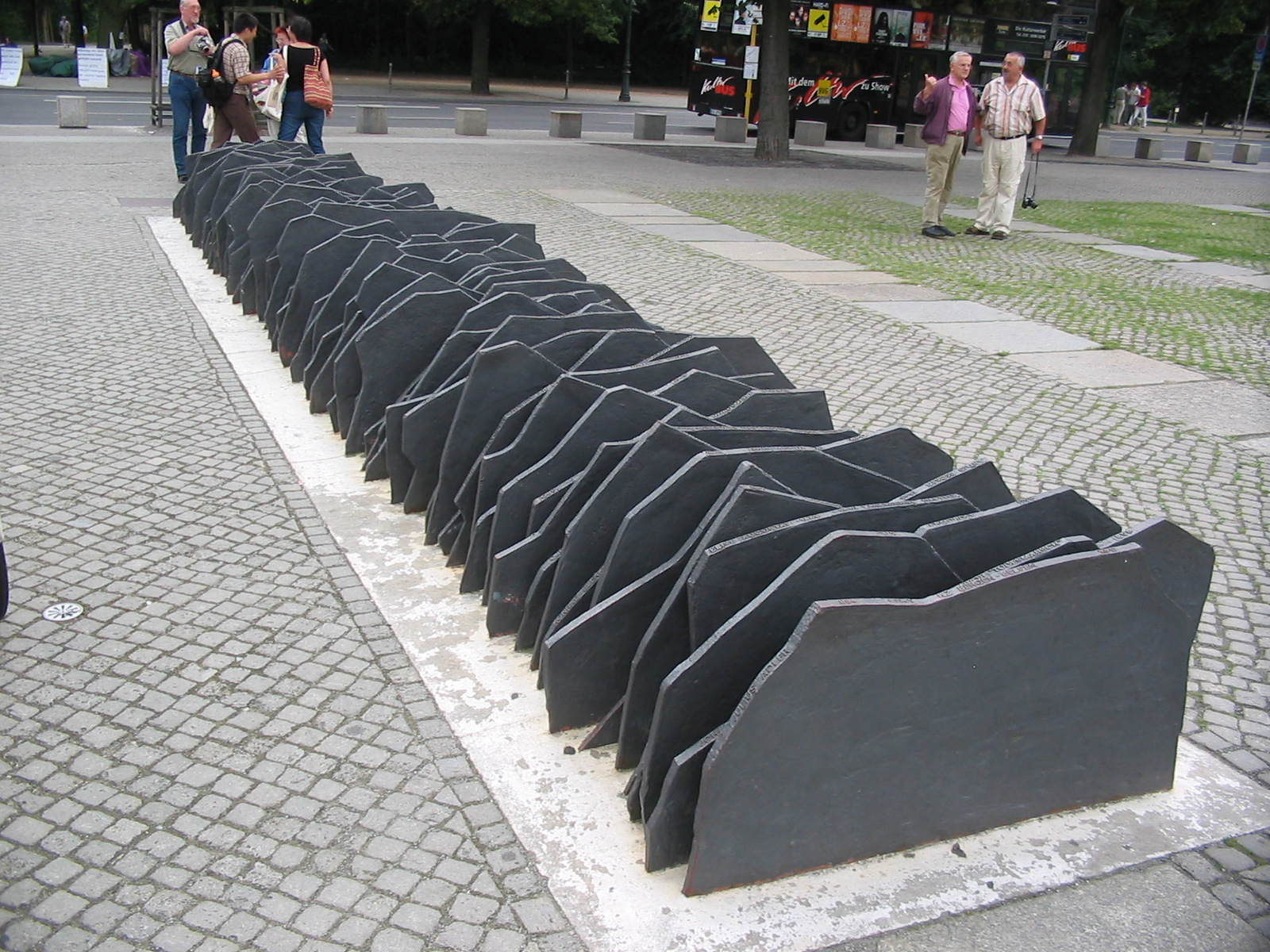
Monumento conmemorativo en Berlín. Cada una de las pizarras representa a los 96 miembros del Reichstag asesinados por los nazis, tras el acceso de éstos al poder

Con posterioridad a su nombramiento Hitler pidió al anciano presidente Paul von Hindenburg que disolviera el Reichstag, lo que fue aceptado y se fijaron elecciones para el 5 de marzo de 1933. El 27 de febrero ocurrió el Incendio del Reichstag -posiblemente bajo órdenes de Hitler. Al día siguiente Hitler declaró el estado de emergencia y demandó que Hindenburg firmara el Decreto del Incendio del Reichstag, aboliendo la mayoría de las disposiciones de derechos fundamentales de la constitución de 1919 de la República de Weimar.
Siguiendo lo anterior las elecciones de marzo dieron a los nazis y sus aliados el 44% del voto. Todavía no una mayoría. La respuesta de Hitler fue demandar que el Reichtag le concediera poderes plenos, en la forma de la Ley habilitante de 1933 -situación permitida por la Constitución de Weimar para darle al Canciller el poder de pasar leyes a decretos, sin la intervención del Reichstag en casos excepcionales- Los cálculos de von Papen parecía estar concretándose. Sin embargo, si bien Hitler estaba a favor de una dictadura, no estaba dispuesto a implementarla a favor de algún otro. El 23 de marzo de 1933 el parlamento se reunió a discutir la cuestión. En una atmósfera de creciente intimidación los parlamentarios tuvieron que ingresar cruzando un anillo de SA que gritaban: "Los poderes totales... o fuego y muerte". Solo los social demócratas se opusieron (los comunistas habían sido arrestados o asesinados en su totalidad). Otto Wels -presidente de los socialdemócratas- proclamó: "Nosotros los socialdemócratas nos comprometemos en esta hora histórica a los principios de humanidad y justicia, de libertad y socialismo. Ninguna acta habilitante lo habilita a Ud a destruir ideas que son eternas e indestructibles". Mirando directamente a Hitler, agregó: "Uds. pueden quitarnos la libertad y la vida, pero no pueden privarnos de nuestro honor. Estamos indefensos, pero no desgraciados".- Hitler se enfureció y respondió gritando:
"Ustedes ya no son necesarios... la estrella de Alemania se alzará y la suya se hundirá. La hora de su muerte ha sonado".
Esa fue la última sesión de un Reichtag con oposición. Poco después, el partido social demócrata fue prohibido y el resto (aparte de los nazis) se disolvieron. Von Papen tuvo que contentarse con el puesto de vicecanciller, desde el cual había esperado poder manipular a Hitler, pero con resultados de tan poca importancia que fue encontrado inocente en los Juicios de Núremberg.

### De canciller alemán aführerdel «Reich de los mil años»

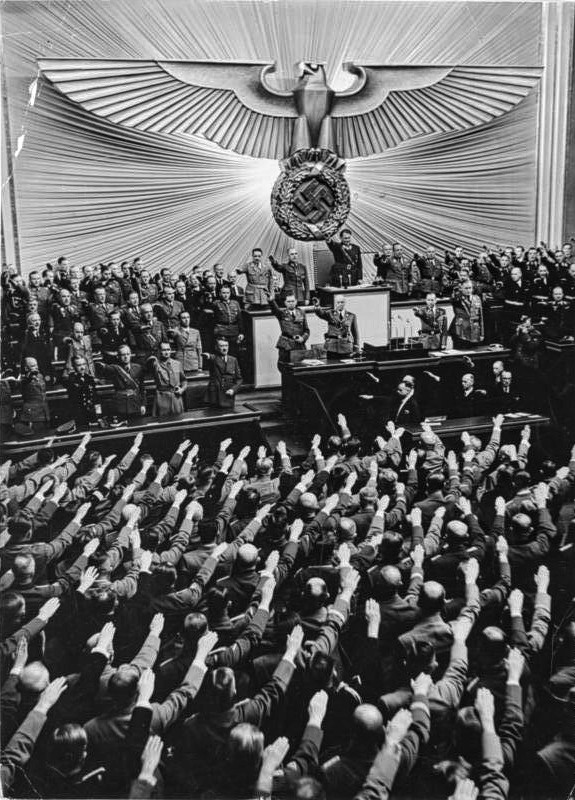
Sesión del Reichstag nazi presidida por Hermann Göring y con los diputados haciendo el saludo fascista al führer Adolf Hitler (julio de 1940).

El proceso empezó a culminar en la noche de los cuchillos largos (entre el 30 de junio y el 2 de julio de 1934) cuando los últimos elementos que osaban dudar de la infalibilidad de Hitler -aun implícitamente- fueron eliminados políticamente o asesinados, incluyendo Kurt von Schleicher -a quien Hitler había reemplazado como canciller- y asociados de von Papen -quien fue arrestado. También fueron asesinados antiguos camaradas de Hitler, como Gregor Strasser; Gustav Ritter von Kahr y Ernst Röhm (este último bajo sospecha de deslealtad y, en todo caso, ya no conveniente para un Hitler en el poder).
Horas tras la muerte del presidente Hindenburg (2 de agosto de 1934), Hitler publicó una ley (fechada el 1.º de agosto) que establece: `La posición de Presidente del Reich será combinada con la del Canciller. La autoridad del presidente será por lo tanto transferida al presente canciller y führer: Adolf Hitler. Él seleccionará su diputado. Esta ley es efectiva a partir de la muerte del Presidente von Hindenburg". Comenzaba así el Tercer Reich, que la propaganda afirmaba duraría mil años.
A continuación se anunció que tendría lugar un plebiscito, para dar la oportunidad al pueblo alemán de expresar su aprobación. Este tomó lugar el 19 de agosto del mismo año, y Hitler obtuvo un 90 % de aprobación -38 millones de votos-. Al día siguiente se introdujeron a través del Reich juramentos obligatorios de lealtad personal no al estado o Alemania sino a Hitler, especialmente en las escuelas, fábricas, servicio público y ejército. Así, la voluntad del Führer se transformaba en la ley. La aplicación de este principio, que a partir de 1938 incluía a Austria, resultó en formas totalitarias de control y represión, ya que cualquier oposición a los designios del Führer era, por definición, antinacional.

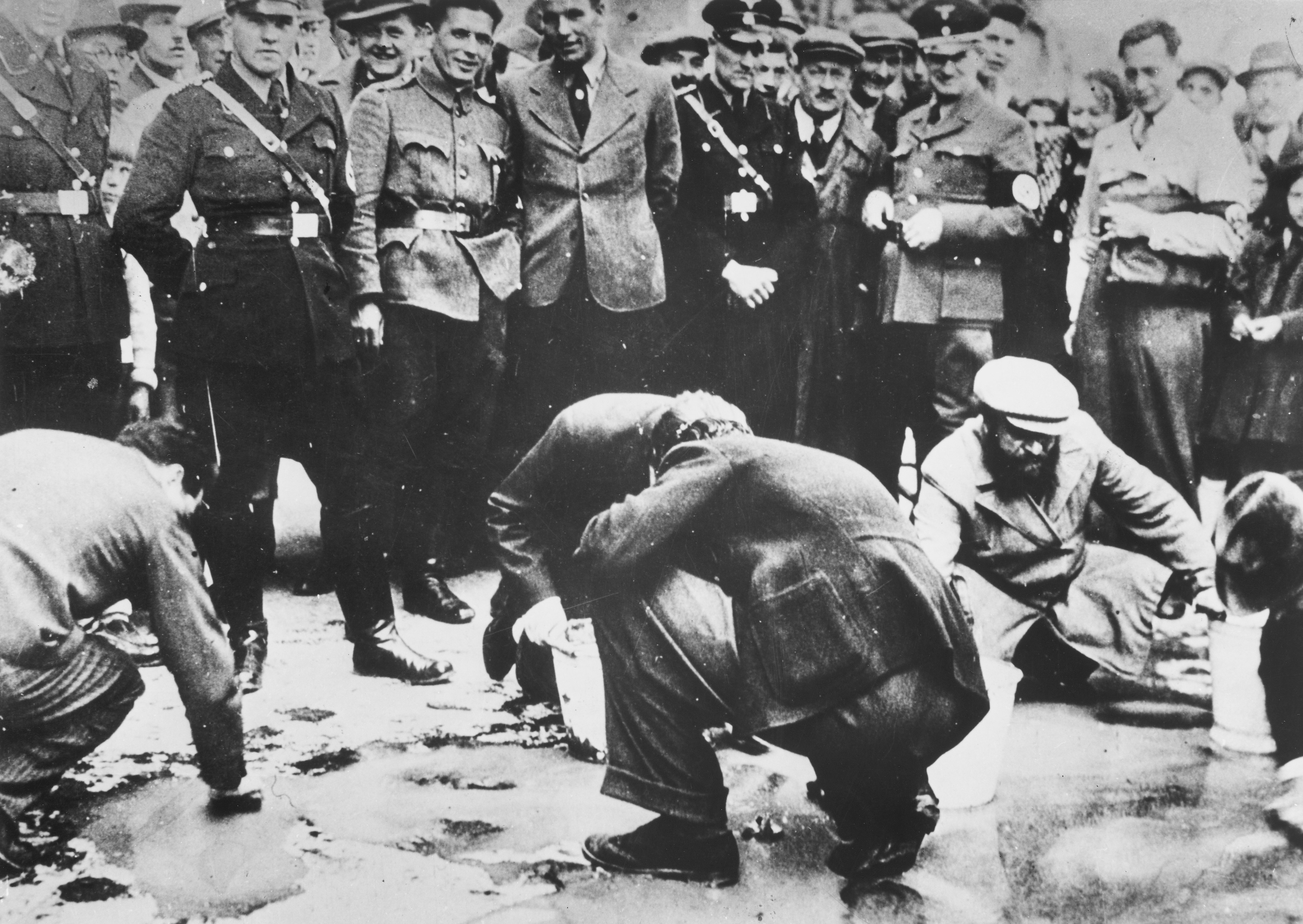
Judíos forzados a limpiar la calle- Austria - marzo de 1938

El programa original del partido nazi –que existía desde su creación como Partido Obrero Alemán– fue mantenido en principio, pero en realidad la percepción era que "Hitler es el partido", lo que creó una situación más bien confusa en la práctica (ver especialmente Economía política de los nazis, más abajo). Ese programa incluía: Abolición del Tratado de Versalles. Unificación en un territorio y bajo un gobierno común a todos los alemanes con tierras y territorios (colonias) suficientes como para mantener a los ciudadanos (La Gran Alemania). Solo los miembros de "la raza" pueden ser ciudadanos. Expulsar de los territorios alemanes a todos lo no alemanes que hayan llegado desde 1914 y mantención del resto solo con permiso del gobierno y como huéspedes. Obligación del Estado de proveer la oportunidad de buena vida para todos los ciudadanos. Obligación de los ciudadanos de trabajar física y espiritualmente. Abolición de ingresos que no sean del trabajo. Establecimiento y defensa de un "cristianismo positivo", gobierno en beneficio del interés nacional sobre el particular, imponer el orden, etc.

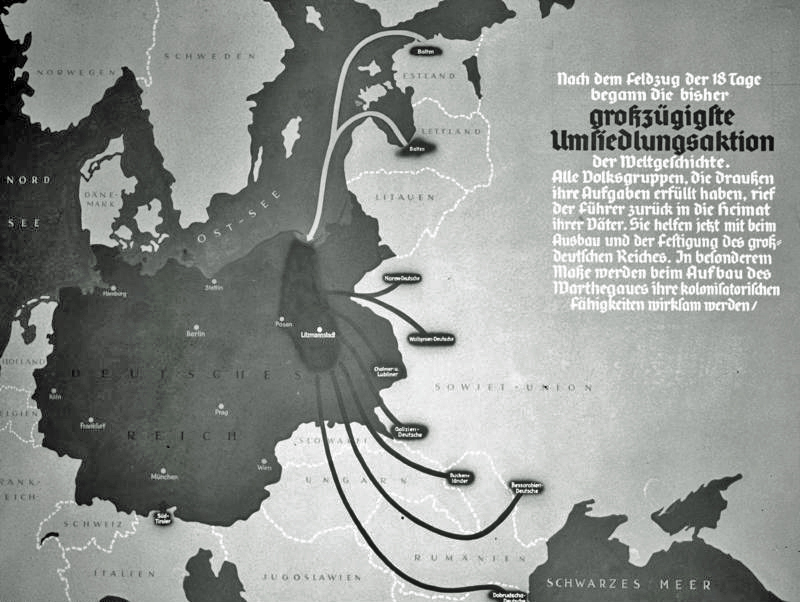
"Origen de los repobladores" - Mapa mostrando planeado traslado de población polaca a ser esclavizada.

El régimen que se implantó ejerció un fuerte control sobre cada aspecto de la sociedad, mostrando especial interés en la educación de la juventud alemana. Desde la infancia, se enseña a los niños a ser duros y a sufrir la lucha por ser el más fuerte, seleccionando poco a poco a unos escogidos que irán conformando una nueva élite de guerreros sagrados (la SS) a modo de una nueva Esparta naciente y victoriosa. La ciencia tampoco escapa a la influencia de partido que la utiliza para justificar sus ideas o para buscar nuevas armas para la guerra que se venía preparando.
En relación con la Europa "no-occidental" o región en la cual "la raza" podría expandirse, existen documentos que sugieren la intención era establecer formas de gobierno subservientes al alemán y basadas sobre un sistema de castas, de acuerdo a las cuales la función de la población (trabajador (esclavo/campesino/obrero) -supervisor y amo (sacerdote-guerrero) se establecería de acuerdo a su “raza”, bajo la dirección de las Schutzstaffel, o SS. (ver Generalplan Ost): los eslavos, polacos, rusos, etc, serían exterminados en su mayoría, y quienes sobrevivieran serían trasladados "al este" donde, tratados como esclavos (negándoseles toda educación, tratamientos médicos, etc) finalmente se extinguirían. Dado que no había suficientes "arios", miembros de razas "intermedias" ( letones, estonios, checos, ucranianos, etc) continuarían existiendo como campesinos y mano de obra con algunas garantías, bajo control de amos y supervisores alemanes, especialmente miembros de las SS, que recibirían tierras y esclavos en relación con sus "méritos".
En el caso de gitanos y judíos esos planes de largo plazo con "razas inferiores" fueron puestos en ejecución incluso durante la guerra misma, en el llamado programa de Solución Final.

### Persecución y represión

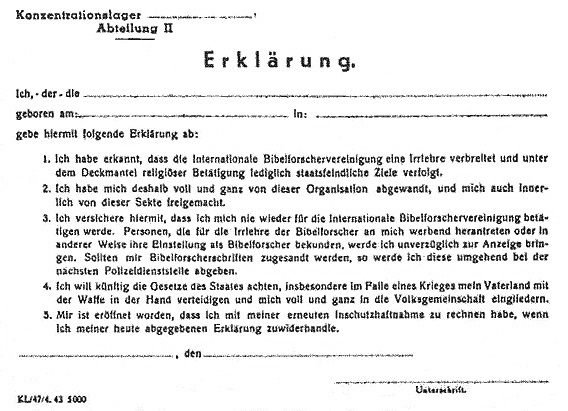
Formulario de declaración de renuncia a ser Testigos de Jehová- bajo pena de re-internamiento en "Campo de concentración"

Hitler aplicó de inmediato la represión contra un amplio espectro de ciudadanos: judíos (definidos como enemigos de la nación), comunistas, testigos de Jehová, homosexuales y todo aquello que se opusiera a la estrecha definición nazi de la "nación".
La represión la llevaron adelante prioritariamente la SS, fuerzas paramilitares creadas en 1925 y fortalecidas por el régimen, y la Gestapo, policía secreta nazi que respondía a las SS, y que contaba con una densa red de espías y delatores.
El terror se ejercía de forma directa: por medio de la censura, las agresiones físicas, los arrestos y las detenciones en campos de trabajo.

## Economía política
Esta es un área compleja. Los nazis no tenían un programa económico propiamente tal, lo que creó una confusión en la práctica (ver Gottfried Feder), especialmente cuando llegaron al poder. Hitler resume la posición así: "La característica básica de nuestra teoría económica es que no tenemos ninguna teoría en absoluto". Los nazis consideraban que lo realmente importante es la "pujanza" o voluntad de las naciones: si esas tienen espíritu, decisión y dirección adecuada, tendrán éxito, cualquiera sean las circunstancias, lo que posibilita o demanda que "el líder" tenga la capacidad de tomar las medidas adecuadas en cada situación. Para Hitler en particular, propuestas basadas en la solidaridad son un complot para destruir esa pujanza entre las razas superiores, por lo cual rechazaba específicamente la concepción socialista. A partir de eso, la propuesta nazi acerca de la economía política era una mezcla imprecisa de darwinismo social con el dirigismo, en la cual el estado permite tanto la propiedad privada como la competencia -lo que es positivo "porque promueve los más capaces a posiciones superiores"- pero reserva al Estado el derecho a establecer el interés nacional.
Cesare Santoro, un fascista que visitó Alemania en la época, lo pone así: "En la declaración programática, ya citada al principio de nuestra obra, Adolf Hitler anunció que el nuevo gobierno se proponía “velar por los intereses económicos del pueblo alemán no por el camino tortuoso de una gran economía burocrática organizada por el Estado sino por el impulso más fuerte dado a la iniciativa particular sobre la base del reconocimiento de la propiedad privada”. El reconocimiento del principio de que, en contraste con lo que ocurre en la Rusia soviética, el Estado tiene por misión dirigir la economía pero no administrarla por sí mismo (función que corresponde exclusivamente a la economía misma) no puede ser más explícitamente expresado. También así ha sido establecido solemnemente el principio de la propiedad privada con lo que se estimula al patrono a ensanchar más su empresa para alcanzar los mayores resultados posibles.
En respuesta a la Otto Strasser de "estrangular la revolución social en aras de la legalidad y de su nueva colaboración con los partidos burgueses de derecha", Hitler dijo: "Soy socialista, y un tipo de socialista muy diferente [...] Lo que entiendes por socialismo no es más que marxismo". Según Hitler en Mi lucha: "La doctrina judía del marxismo rechaza el principio aristocrático de la Naturaleza y coloca en lugar del privilegio eterno de la fuerza y del vigor, la masa numérica y su peso muerto. Niega así [...] el mérito individual e impugna la importancia del nacionalismo y la raza [...]". Explicó que el Estado nacionalsocialista no conoce clases, solo reconoce ciudadanos y sostuvo además que "el sindicalismo en sí, no es sinónimo de antagonismo social", cosa que el marxismo usó como arma del "judío internacional" para su lucha de clases, por eso el nacionalsocialismo debe imponerse. Hitler también criticó el sistema democrático occidental al ser "la precursora del marxismo, el cual sería inconcebible sin ella".
El nacionalsocialismo estuvo influenciado por Moeller van den Bruck, del quien se usó el término El Tercer Reich de su obra homónima. El nazismo tomó la visión del "socialismo" desde el punto de vista de Moeller van den Bruck: “cuando hablamos ahora del socialismo alemán, por supuesto que no nos referimos al socialismo de los socialdemócratas... tampoco nos referimos al socialismo marxista lógico que se niega a abandonar la lucha de clases y las Internacionales. Nos referimos más bien a una concepción corporativa del Estado y de la economía que tal vez deba tener una base revolucionaria, pero que luego buscará la estabilidad conservadora".
Estos dos principios determinan las normas directivas para la reorganización nacionalsocialista de la economía industrial; aquellas exigen una administración autónoma cuya misión consiste en asesorar y tutelar a las asociaciones industriales o a los socios que forman parte de ella. Esta administración tiene el deber de transmitir al gobierno los deseos de los patronos que toman parte en la obra de reconstrucción económica".
Aun así, después de que los nazis tomaran el poder las empresas estatales fueron privatizadas en masa. Varios bancos, astilleros, líneas ferroviarias, navieras, organizaciones de asistencia social y más fueron privatizados, sin embargo dicho concepto de privatización incluía una estricta fiscalización por parte del estado mediante uno o varios miembros del partido nazi adheridos de manera directa dentro de la directiva de cada empresa privada, lo que en resumen se reflejaba en el constante intervencionismo del estado sobre la empresa privada. El gobierno nazi adoptó la postura de que las empresas deberían estar en manos privadas siempre que sea posible. La propiedad estatal debía ser evitada a menos que fuera absolutamente necesario para el rearme o el esfuerzo de guerra, e incluso en esos casos "el Reich a menudo insistía en la inclusión en el contrato de una cláusula de opción según la cual la empresa privada que operara una planta tenía derecho a comprarla”.
Las empresas privatizadas por los nazis incluían los cuatro principales bancos comerciales de Alemania, que habían sido propiedad pública durante los años anteriores: Commerz– und Privatbank, Deutsche Bank und Disconto-Gesellschaft, Golddiskontbank y Dresdner Bank. También se privatizaron los Deutsche Reichsbahn (Ferrocarriles alemanes), en ese momento la empresa pública más grande del mundo, Vereinigte Stahlwerke AG (United Steelworks), la segunda sociedad anónima más grande de Alemania (la más grande fue IG Farben, que apoyó financieramente el ascenso de Hitler al poder) y Vereinigte Oberschlesische Hüttenwerke AG, una compañía que controlaba toda la producción de metales en la industria del carbón y el acero de la Alta Silesia. El gobierno también vendió varias empresas de construcción naval y mejoró los servicios público-privados a expensas de las empresas de servicios públicos de propiedad municipal. Así la economía alemana durante el nazismo funcionó como una forma de capitalismo monopolistas. Además, los nazis privatizaron algunos servicios públicos que habían sido prestados anteriormente por el gobierno, especialmente los servicios sociales y laborales, y estos fueron tomados principalmente por organizaciones afiliadas al Partido Nazi en las que se podía confiar para aplicar políticas raciales nazis.
Entre las políticas que caracterizaron la economía de la era nazi, pueden mencionarse, además de la privatización, el desarrollo de la organización obligatoria de los industriales (carteles obligatorios), el lugar dominante que ocupan los monopolios, la ayuda considerable aportada por el Estado a la economía (bajo la forma de pedidos masivos, garantía de créditos a las empresas), la importancia adquirida por la organización profesional, el desarrollo de la legislación de precios y la organización ofensiva de las relaciones con el mercado mundial (dumping, clearing).
Hitler parecía entender el papel del estado como dirigiendo pero también apoyando la industria nacional a través de proporcionar estabilidad económica y diversos programas específicos, tales como proporcionando "mano de obra barata", como es ilustrado en la famosa película La lista de Schindler.
Sin embargo, lo anterior no produce una propuesta específica acerca de cómo resolver los problemas económicos de Alemania cuando Hitler llegó al poder. Esto fue resuelto a través del nombramiento de algunos "profesionales" en posiciones de responsabilidad. Esto dio a Hitler la oportunidad de poder elegir entre diferentes y competitivas propuestas, seleccionando la que considerara más adecuada.

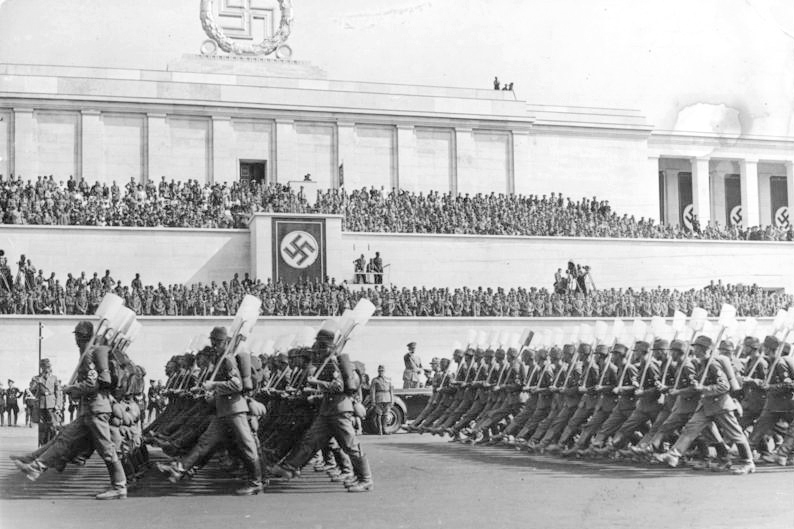
Desfile de Fuerzas del Servicio del Trabajo - durante uno de los
Congresos de Núremberg-Septiembre de 1937- en estadio construido para el propósito

A partir de 1933 se implementó el llamado "Programa de Reinhardt", que era un ambicioso proyecto de fomento económico a través del desarrollo de la infraestructura -con la construcción directa por el estado de proyectos de obras públicas - tales como autopistas (ver Autopistas de Alemania), redes de ferrocarriles, canales -tanto de riego como transporte (por ejemplo, reinicio de la construcción del Canal Rin-Meno-Danubio, estadios, etc (ver Arquitectura de la Alemania nazi)- combinados con incentivos (tales como reducción o eliminación de impuestos a la inversión) y la expansión del gasto militar, etc. En 1936, el gasto estatal en asuntos militares excedía a los gastos en asuntos civiles y llegaba al 10% del producto nacional bruto, más que cualquier otra nación europea en la época. A nivel de los trabajadores, el "programa" significó la eliminación de los sindicatos independientes (reemplazados por un organismo sindical/patronal único, bajo control nazi- ver Frente Alemán del Trabajo), aproximación que se mantuvo durante todo el gobierno nazi.
En 1934 Hjalmar Schacht fue nombrado ministro de economía, con la intención (y bajo instrucciones secretas) de lograr el rearmamento y desarrollar una política que lograra la autarquía o independencia económica de Alemania. Para lograr eso fines Schacht necesitaba tanto re industrializar Alemania como poder comprar materias primas en el extranjero, evitando al mismo tiempo una vuelta a la inflación, lo cual a su vez requería estabilizar la moneda alemana (hacerla aceptable a nivel internacional) y reducción del déficit presupuestario del Estado. Schacht propone en un Nuevo "Plan de cuatro años" basados en el uso de "Billetes Mefo", una especie de circulante pseudo monetario al estilo de "letras de cambio o títulos de crédito, teóricamente de una empresa independiente (MEFO) pero que permitían al estado otorgar créditos a industrias sin romper las reglas monetarias aceptada, dado que esas "letras de cambio" estaban relacionados no con un lapso de tiempo sino con un resultado económico (por ejemplo, el valor de un ferrocarril, usina, etc, a ser construida). - y en lograr que países extranjeros -especialmente en América Latina y sureste de Europa- vendieran sus productos a Alemania pagados ya sea por medio de un intercambio directo con productos manufacturados en Alemania o en "depósitos bancarios en Alemania", que solo podían ser gastados en ese país, específicamente, que no podían ser retirados en monedas extranjeras. En lo referente al proyecto autárquico, Schacht implementó el desarrollo de productos substitutos o ersatz.
Schacht también creó un sistema financiero que permitió al estado alemán utilizar el "dinero de extranjeros" depositado en bancos alemanes. Ese sistema constituyó las bases del utilizado para la administración, primero, de los fondos de judíos y, posteriormente, de los caudales en países conquistados.

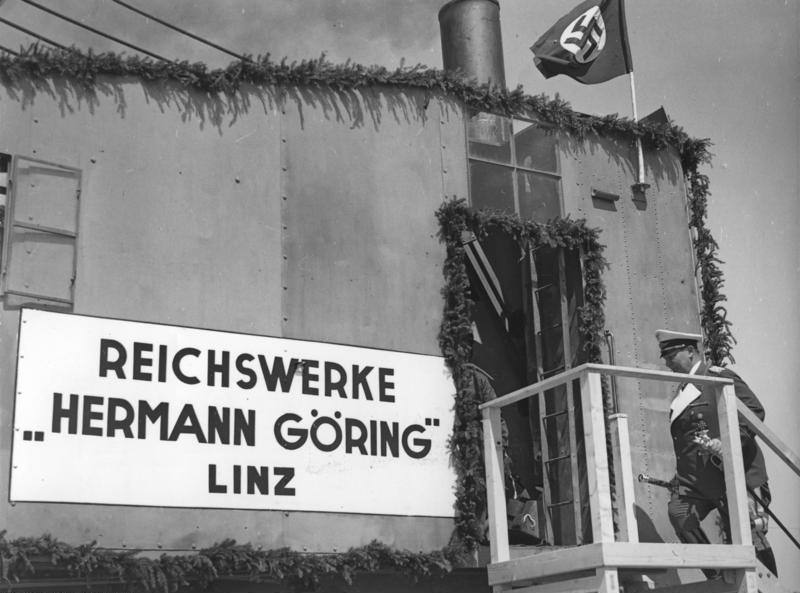
Göring visitando cuartel de la Reichswerke

En 1935 todo lo anterior se combinó en la llamada "economía de guerra", lo que -a nivel práctico- significó la introducción de medidas "militarizadas" de reducción del desempleo -el llamado Reichsarbeitsdienst (o RAD: Servicio de Trabajo del Reich, introducido en julio de 1934). Esto a su vez justificó la expansión del gasto militar bajo la excusa que eran medidas de reducción de desempleo.
A partir de 1935-36, se desarrolló un debate entre los encargados de la política económica general. Schacht -junto con Carl Friedrich Goerdeler, encargado de control de precios- encabezaron una facción "pro mercado libre" que urgía a Hitler a reducir el gasto militar, abandonar el proteccionismo implícito en el proyecto de autarquía y reducir la intervención estatal en la economía. Esa facción fue opuesta por la encabezada por Hermann Göring, quien proponía mantener esas posiciones. Finalmente la posición de Göring se impuso (lo que llevó a la renuncia de Schacht). Göring tomó su cargo y en adición a la mantención en general de las políticas descritas, introdujo (julio de 1937) un organismo (el Reichswerke) dedicado a la promoción y construcción de fábricas y usinas, que finalmente llegó a ser uno de los complejos industriales más grandes del mundo, empleando medio millón de trabajadores y con un capital de 2400 millones de marcos.
Varios economistas -empezando con Michal Kalecki- han descrito esas políticas económicas como un keynesianismo militar. Si bien es correcto que Alemania Nazi fue uno de los primeros países que -con posterioridad al abandono del patrón oro- utilizó el déficit fiscal a fin de promover crecimiento económico, conviene recordar no solo que Keynes publicó su Teoría general de la ocupación, el interés y el dinero solo en 1936 (después de la implementación de muchas de las políticas delineadas más arriba) sino también las palabras de Hitler mismo respecto a carecer de una política económica. Así, parece más correcto sugerir que las políticas económicas nazis eran eclécticas, mostrando no solo influencia "keynesiana" sino también las de otras escuelas, por ejemplo, las propuestas económicas de los fascistas italianos, que, a su vez, se basaban teóricamente en las propuestas de Pareto. Contrastese, por ejemplo, la descripción de las políticas nazis ofrecida por Santoro con la siguiente de las políticas de Mussolini -proveniente de Franz Borkenau: "En los primeros años de su gobierno Mussolini ejecutó literalmente las prescripciones políticas de Pareto, destruyendo el liberalismo pero al mismo tiempo reemplazando en general el manejo estatal de las empresas privadas, disminuyendo los impuestos sobre la propiedad, favoreciendo el desarrollo industrial, imponiendo un educación (basada en la aceptación ciega de dogmas...".
Lo anterior se ha explicado de la siguiente manera: "La razón principal por esto fue la percepción generalizada entre los nazis que la economía no era muy importante, y que, en todo caso, estaba subordinada a los intereses del Partido o de la política del Partido. En relación con los individuos y sus visiones, mientras que el régimen no fuera abiertamente criticado, había un margen considerable para la discusión de economía política y teoría económica, no habiendo una línea de partido en asuntos económicos. Segundo, en el campo de la política (económica) práctica había un profundo nivel de pragmatismo: si las “fuerzas del mercado” podían lograr objetivos políticos, tanto mejor".
Con posterioridad a la segunda guerra, las políticas de la "economía de guerra" influyeron tentativas de desarrollo de países del tercer mundo. Schacht -encontrado inocente en los juicios de Núremberg- creó un banco -Deutsche Außenhandelsbank Schacht & Co.- y se especializó en dar aviso económico a dirigentes de esos países, especialmente aquellos en los cuales el ejército llegó a ser el instrumento de "progreso" (por ejemplo: Egipto, Turquía, Pakistán, etc.).

## Propaganda

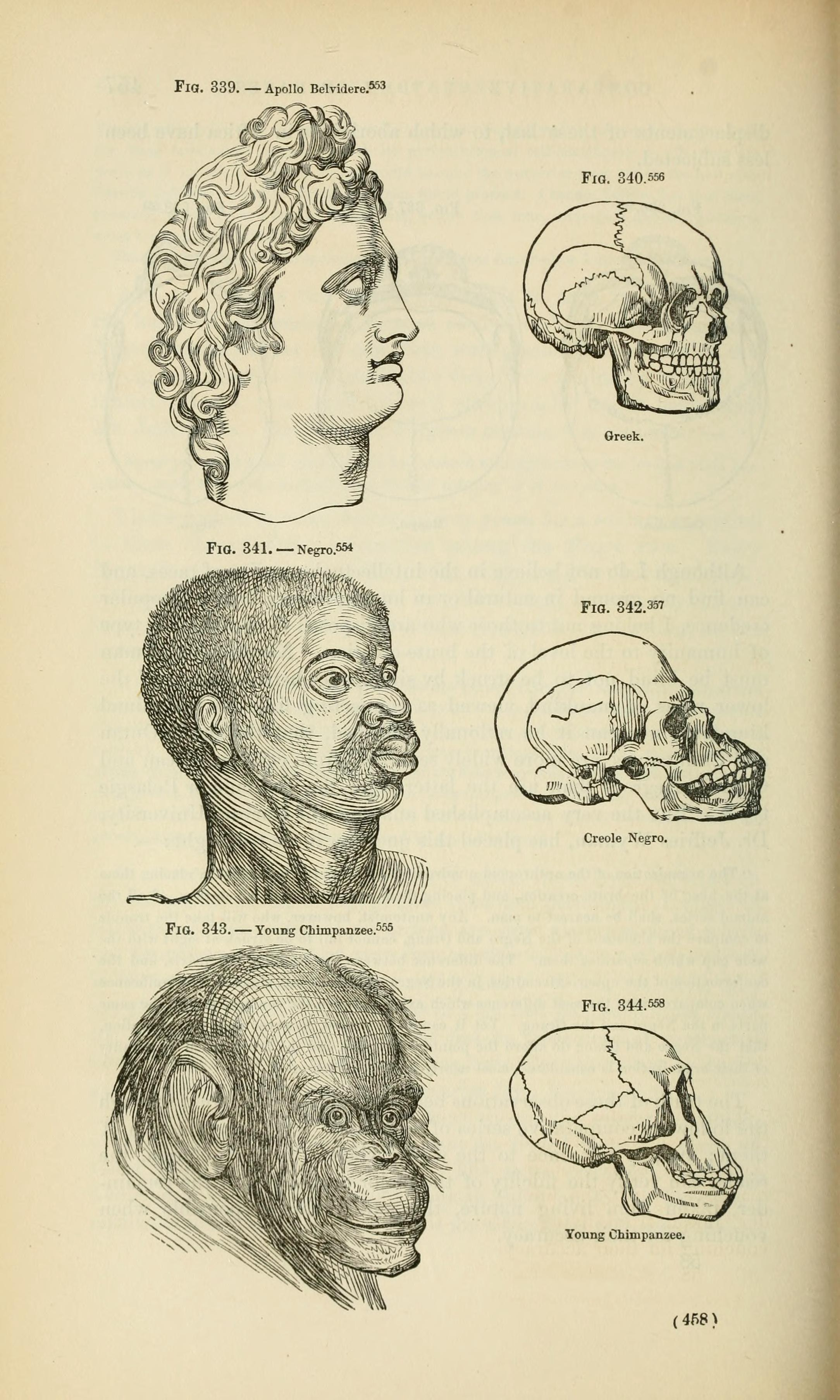
Intento de demostración de la separación de las razas humanas (ver Poligenismo y Craneometría).

El régimen nazi liderado por Adolf Hitler fue uno de los primeros movimientos políticos en aplicar lo que hoy se podría considerar la práctica moderna de la propaganda como una forma de ingeniería social. Joseph Goebbels, quien desempeñó un papel central como jefe del "Ministerio del Reich para la educación del pueblo y la propaganda," creado en 1933, enfatizó la importancia de la propaganda en el régimen nazi. Según sus palabras, Alemania se convirtió en un modelo de propaganda para el mundo, destacando la efectividad de su capacidad para influenciar a las masas. La creación de este ministerio subrayó el compromiso del nacionalsocialismo con la propaganda como una herramienta esencial para el control y la manipulación de la opinión pública. Esta estrategia se basó en las experiencias del movimiento nazi durante su período de oposición y persecución bajo un sistema hostil, lo que les permitió consolidar su enfoque en la propaganda como una herramienta de poder. Su éxito en este ámbito no pasó desapercibido, y otros intentaron imitarlo, aunque Goebbels sostenía que eran imitadores que no podían igualar la maestría nazi en la propaganda.
En la práctica, el partido utilizó el término «socialismo» para intentar atraer a la clase obrera y así alejarla del comunismo (KPD) y la socialdemocracia (SPD), al tiempo que utilizó el término «nacionalismo» para atraer a los sectores nacionalistas y conservadores. 

Bastaba ya el color rojo de nuestras proclamas para atraerlos al local de nuestras asambleas. La burguesía corriente se mostraba extremadamente indignada al pensar que también nosotros nos hubiésemos apoderado del rojo de los bolchevistas, y creía ver en esto algo de doble sentido. Habíamos elegido el color rojo para nuestras proclamas, después de minuciosa y honda reflexión, buscando con ello provocar a los de izquierda, hacer que montasen en cólera y así inducirles a que concurrieran a nuestras asambleas, aunque sólo fuese con la intención de molestarnos; más de este modo nos daban la ocasión de hacerles escuchar nuestra palabra.
Hitler, Adolf. Mi lucha (Mein Kampf). Franz Karlz.

En un principio el discurso del partido se centró en la lucha contra las grandes empresas, con una marcada retórica anti-burguesa y anticapitalista; sin embargo, posteriormente fueron suavizando estos postulados y obtuvieron el apoyo y financiación de grandes empresas industriales y ricas personalidades. Desde la década de 1930, el partido orientó sus postulados al antisemitismo y al antimarxismo.
La teoría nazi sostenía que entre el Führer y su pueblo existía una armonía mística, una absoluta comunión -en la medida que el Führer encarna y dirige todas las aspiraciones y voluntad del pueblo- Pero en la realidad, ese pueblo -como individuos- puede fallar en entender esa “voluntad general”, así, esa comprensión y adhesión de esos individuos debían ser logradas: "No es solo un asunto de hacer lo correcto, la gente debe entender que lo correcto es lo correcto. La propaganda incluye todo aquello que ayuda a la gente a darse cuenta de esto"..la “Propaganda es un medio para un fin. Su propósito es llevar a la gente a una comprensión que les permitirá, voluntaria y sin resistencia interna, dedicarse ellos mismos a las tareas y objetivos de una dirección superior”. y "La gente debe compartir las preocupaciones y logros de su gobierno. Esas preocupaciones y logros, en consecuencia, deben ser constantemente presentados y forzados sobre la gente de tal manera que el pueblo considere que esas preocupaciones y logros son sus preocupaciones y logros. Solo un gobierno autoritario, fuertemente ligado al pueblo, puede hacer eso en el largo plazo. La propaganda política, el arte de basar las cosas del estado sobre las amplias masas de tal manera que la nación entera se sienta parte de él, no puede por lo tanto, permanecer solo un medio de ganar el poder. Debe ser un medio de construir y mantener poder".

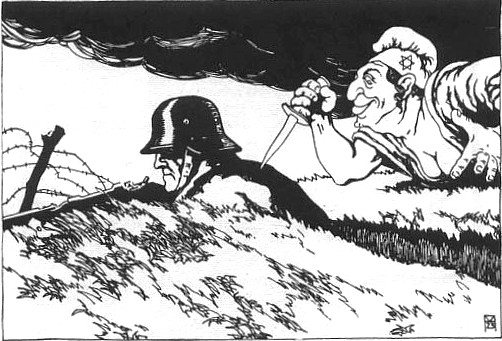
Ilustración en una postal austríaca sobre la teoría conspirativa de la puñalada por la espalda (1919).

Desde ese punto de vista, la ‘propaganda política’ “está dirigida a las masas, habla el lenguaje del pueblo porque desea ser entendida por el pueblo. Su tarea es el arte más creativo de poner hechos y eventos a veces complejos en una forma simple, que pueda ser entendida por el hombre en la calle.” y “La propaganda es por lo tanto, una función necesaria del estado moderno. Sin ella es simplemente imposible, en este siglo de las masas, aspirar a grandes objetivos. (La propaganda) Se sitúa al comienzo de la actividad política práctica en cada aspecto de la vida pública. Es un requisito importante y necesario”.

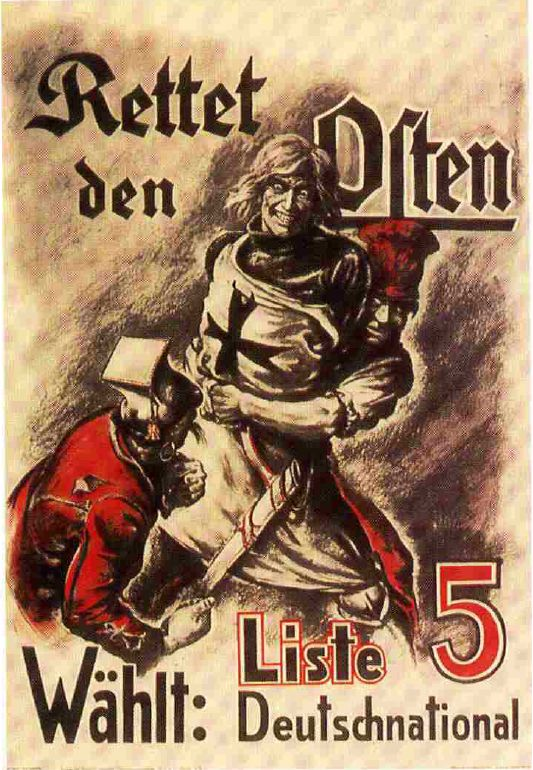
"Cuidado que no se repita" (1920) .- " Caballero teutón" amenazado por soldado polaco y traicionado por un socialista (gorra frigia roja).

Contrario a lo que algunos creen, la técnica básica de la propaganda no era, para Goebbels, la mentira, lo cual no quiere decir que no la empleara. - "Solo la credibilidad debe determinar si lo que la propaganda propone debe ser cierto o falso" y "Si la propaganda va a ser exitosa, debe saber lo que busca. Debe mantener clara y constantemente presente su objetivo y buscar los medios y métodos apropiados para alcanzar ese objetivo. La propaganda, como tal, no es ni buena ni mala. Su valor moral es determinado por el objetivo que busca". Lo anterior establece una situación más bien confusa, lo que ha llevado a algunos a sugerir que se pueden derivar cuatro principios de la "propaganda goebbeliana": 1. No hay verdad.- 2. Toda información (real) es irrelevante.- 3. La historia y los mensajes de los medios son solo una narrativa.- 4. La verdad es lo que se escoge creer. Alternativamente, se proponen los siguientes principios: Principio de renovación: Hay que emitir constantemente informaciones y argumentos nuevos a un ritmo tal que, cuando el adversario responda, el público esté ya interesado en otra cosa. -Principio de la verosimilitud: Construir argumentos a partir de fuentes diversas. -Principio de la silenciación: Acallar las cuestiones sobre las que no se tienen argumentos y disimular las noticias que favorecen el adversario. -Principio de la transfusión: Por regla general, la propaganda opera siempre a partir de un sustrato preexistente, ya sea una mitología nacional o un complejo de odios y prejuicios tradicionales. -Principio de la unanimidad: Llegar a convencer a mucha gente de que piensa “como todo el mundo”, creando una falsa impresión de unanimidad.
Goebbels establece una diferencia entre la propaganda blanca — atribuible y dedicada a promover — y la negra, dedicada a desprestigiar y no atribuible. La mayoría de las citas de Goebbels generalmente usadas — por ejemplo: “mentir, mentir, que algo queda” — se refieren a ese tipo de propaganda. Una vez que un rumor —correcto o no — es generalmente aceptado, se puede usar como “verdad” en la propaganda blanca. Un ejemplo de su tiempo es la existencia de un putativo “problema judío”. Una vez que se hizo general la percepción que los ciudadanos alemanes de religión judía no eran alemanes, la propaganda blanca puede presentar la "solución al problema": 

Permitan que de algunos ejemplos recientes. Solo necesito bosquejar los detalles. Están muy frescos en nuestra memoria para requerir elaboración.... El Marxismo no podría haber sido eliminado por una decisión gubernamental. Su eliminación fue el resultado de un proceso que comenzó con el pueblo. Pero eso solo fue posible porque nuestra propaganda le había mostrado a la gente que el Marxismo era un peligro tanto para el Estado como para la Sociedad. La positiva disciplina nacional de la prensa alemana nunca habría sido posible sin la eliminación completa de la influencia de la prensa judía-liberal. Eso solo sucedió debido a nuestra propaganda de años... el hecho que fue eliminada... no es un accidente, sino más bien dependió en las fundaciones psicológicas que fueron establecidas por nuestra propaganda... Pudimos eliminar el peligro judío en nuestra cultura porque la gente lo reconoció a consecuencia de nuestra propaganda.... el prerrequisito fue y es la propaganda, que aquí también crea y mantiene la conexión con el pueblo.

Un ejemplo contemporáneo es el uso por ciertos sectores de la mentira que Barack Obama no es nacido en EE. UU. y es musulmán. En la medida que el innuendo se divulga, personajes tales como Rand Paul, Glenn Beck, Sarah Palin, etc, sugieren hay falta de patriotismo de su parte y la necesidad de defender los valores cristianos de los “padres fundadores”. Encontramos un ejemplo concreto de Goebbels en su respuesta a la reacción internacional a la introducción de legislación antisemita -por ejemplo, las Leyes de Núremberg- Goebbels no busca ocultar o minimizar tal reacción al pueblo alemán, pero la presenta como “campaña de propaganda internacional por los judíos”. Y esa reacción “a la solución” del “problema judío” por “medios legales” no afecta el “derecho y determinación del pueblo alemán” a solucionar sus problemas con “su acostumbrada responsabilidad y seriedad” — “que preferirían “las democracias”... que se dejara la solución en las manos del pueblo?” pregunta Goebbels — Y concluye: Esa campaña del judaísmo internacional solo tendrá un resultado: hacer las cosas aún más difíciles para sus “parientes raciales” en Alemania.-.
De acuerdo a Goebbels, la planificación de cualquier y todo acto debe considerar sus implicaciones propagandísticas. Y todo debe contribuir a los objetivos políticos que la propaganda determina, no en una repetición mecánica, pero para construir una visión general. Consecuentemente, la propaganda se desarrolló en varias direcciones a través de la totalidad de la sociedad y vida pública alemana. Se utilizó no solo a los medios de comunicación masivos — libros, periódicos y afiches que engrandecían a Hitler como salvador y guía de la raza aria cubrieron las ciudades, prohibiéndose cualquier expresión de duda, llegando incluso a la quemas de libros considerados "perniciosos", no tanto como acto de censura sino de "expurgación pública". Adicionalmente se organizaron grandes actos públicos, manifestaciones y desfiles, que glorificaban un pasado alemán mítico, místico y heroico, junto a la grandeza de Hitler y la disciplina impecable de su ejército; se difundieron políticas de bienestar (vacaciones, pensiones, etc.), todo sugiriendo una nación de guerreros liberados por un héroe seleccionado e inspirado por el destino, envueltos en una lucha a muerte no solo por su supervivencia, pero por todo lo que es justo, bello y de valor, contra las miserables razas inferiores que, motivados por la envidia y la malevolencia, solo saben destruir.
El cine sufrió no solo la censura, sino además la manipulación. Todas las películas debían contener algún mensaje pronazi. El propio estado se ocupó de producir películas documentales de propaganda, utilizando todos los adelantos de la técnica y arte. La radio se convirtió en un medio muy importante para el régimen, ya que permitía que la voz del Führer entrara en los hogares alemanes, del mismo modo que la propaganda nazi.
La propaganda no buscaba solo fortalecer la fidelidad al régimen o el odio hacia los judíos, sino también -en una actitud derivada de la Kulturkampf bismarckiana- difundir formas culturales consideradas propias o saludables para la nación, identificadas con la raza aria. De esta manera, se instaba a los jóvenes sanos a casarse, informándoles previamente de los antecedentes raciales de su pareja, y a procrear familias numerosas. Las mujeres eran alentadas a permanecer en el hogar y a dedicarse a la crianza de los niños.
Los jóvenes fueron un blanco importante para la propaganda nazi. Se crearon instituciones destinadas a la socialización de niños y jóvenes, como las Juventudes Hitlerianas. En ellas los jóvenes recibían una cuidadosa educación física y adoctrinamiento político. La Liga de Muchachas Alemanas formaba a las niñas para sus futuras tareas en el hogar, mientras los niños aprendían destrezas militares. No obstante lo anterior, un gran número de mujeres también formó parte de las Hitlerjugend.

### Uso de la economía como propaganda política
Para Hitler, su régimen había restablecido la "primacía de la política", a la cual debía someterse la economía del Tercer Reich. Sin embargo, la legitimidad del régimen dependía de su habilidad en proveer un nivel de vida aceptable a la población en general.
Así las demandas (por menores costos) de los industriales se enfrentaron con la necesidad de la legitimación del régimen, dotando de cierto bienestar a los trabajadores. Estos objetivos contrapuestos llevan a la adopción de medidas de incremento de productividad, provisión de productos populares (de bajo costo) y algunas medidas de bienestar públicas. Ejemplos de estas políticas se encuentran en las competencias nacionales de destreza en el oficio, el lanzamiento de Volkswagen -el auto del pueblo- y el establecimiento de "centros de vacaciones populares" ('Ver Prora).
Esas medidas de “bienestar” han sido denominadas por algunos como un “estado del bienestar nazi”, financiado a través del “botín de guerra”. El régimen nazi consideraba la propiedad del fisco y los ciudadanos de los países conquistados como propiedad del estado alemán, lo que permitió mantener - para los “miembros de la raza superior”- bajos niveles de impuestos y altos niveles de consumo incluso durante la guerra misma. Por ejemplo, a pesar de que al comienzo de la guerra Hitler estableció un impuesto de guerra -50 % de todos los salarios- solo el 4 % de los alemanes lo pagó. Para mantener esa situación, el régimen recurrió a la expoliación y al robo organizado desde el estado a nivel industrial, primero de los comunistas, gitanos y judíos alemanes, posteriormente de los países ocupados. El 70 % de los ingresos del estado alemán durante la guerra vino de la expoliación, confiscaciones y robos en los países ocupados, algunas de cuyas empresas llegaron a tener que pagar un impuesto del 112 % de sus ganancias para un “fondo de lucha contra el bolchevismo”.

## Política de higiene racial

### Eugenesia

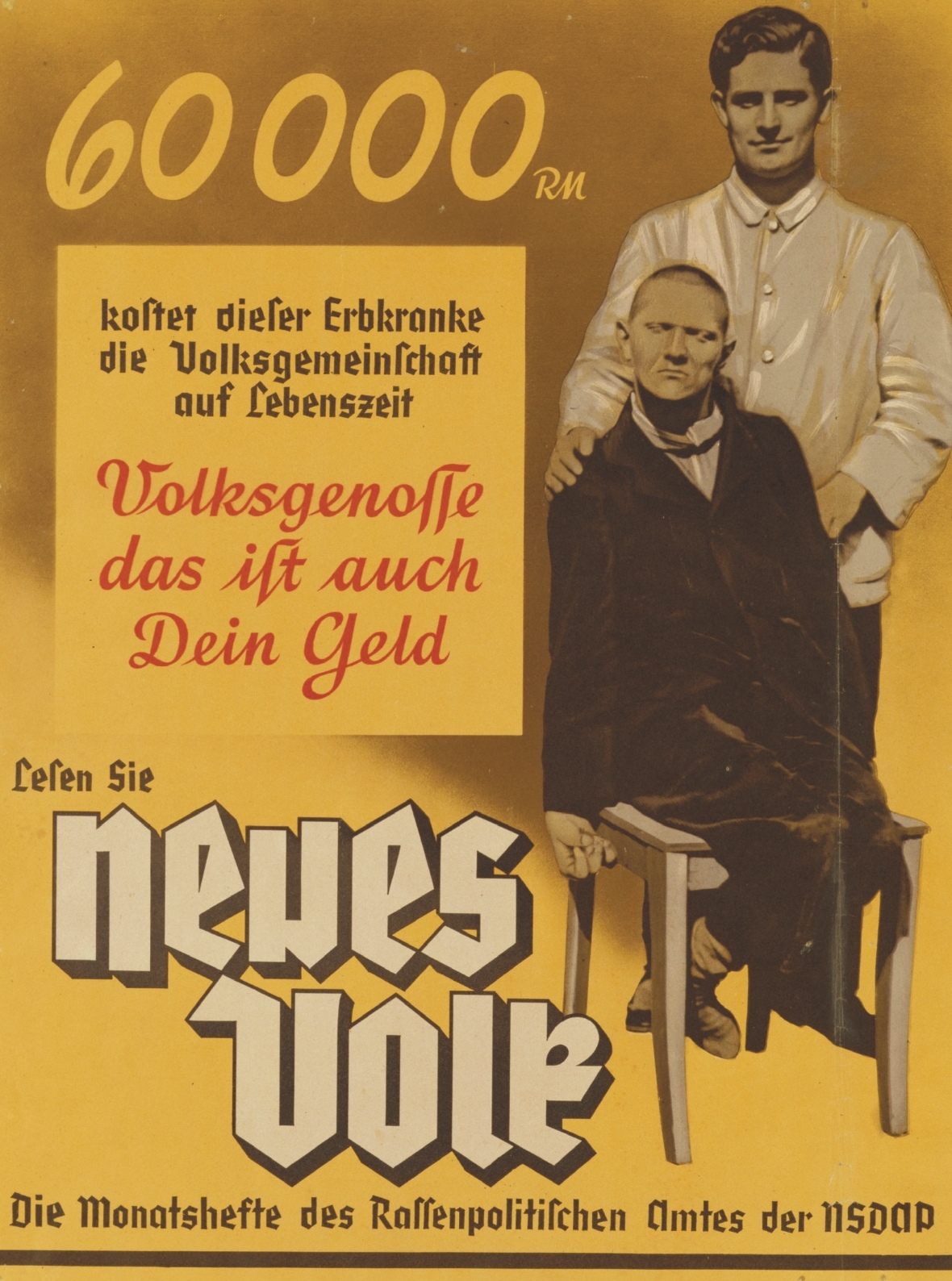
Cartel de 1937 de la revista mensual Neues Volk de la Oficina de Políticas Raciales del NSDAP que pretende justificar el exterminio de las personas discapacitadas. En él se dice: "Esta persona que padece una enfermedad hereditaria le cuesta a la comunidad nacional 60.000 Reichsmarks de por vida. Camarada, ese es tu dinero también".

Los nazis instauran también el control reproductivo de la sociedad alemana. Es imperiosa la necesidad de crear nuevos arios y de sacar de la circulación aquellos que presenten defectos en nombre de la higiene racial, promoviendo la eugenesia y recurriendo a la eutanasia si hacía falta. Así mismo, se buscó la fecundación de todas las alemanas de buena sangre por parte de la élite aria para que poco a poco la raza perdida recupere su esplendor. El resultado de esto fue el establecimiento de los campos Lebensborn en los cuales mujeres de origen ario eran inseminadas con padres seleccionados para la creación de niños racialmente puros.

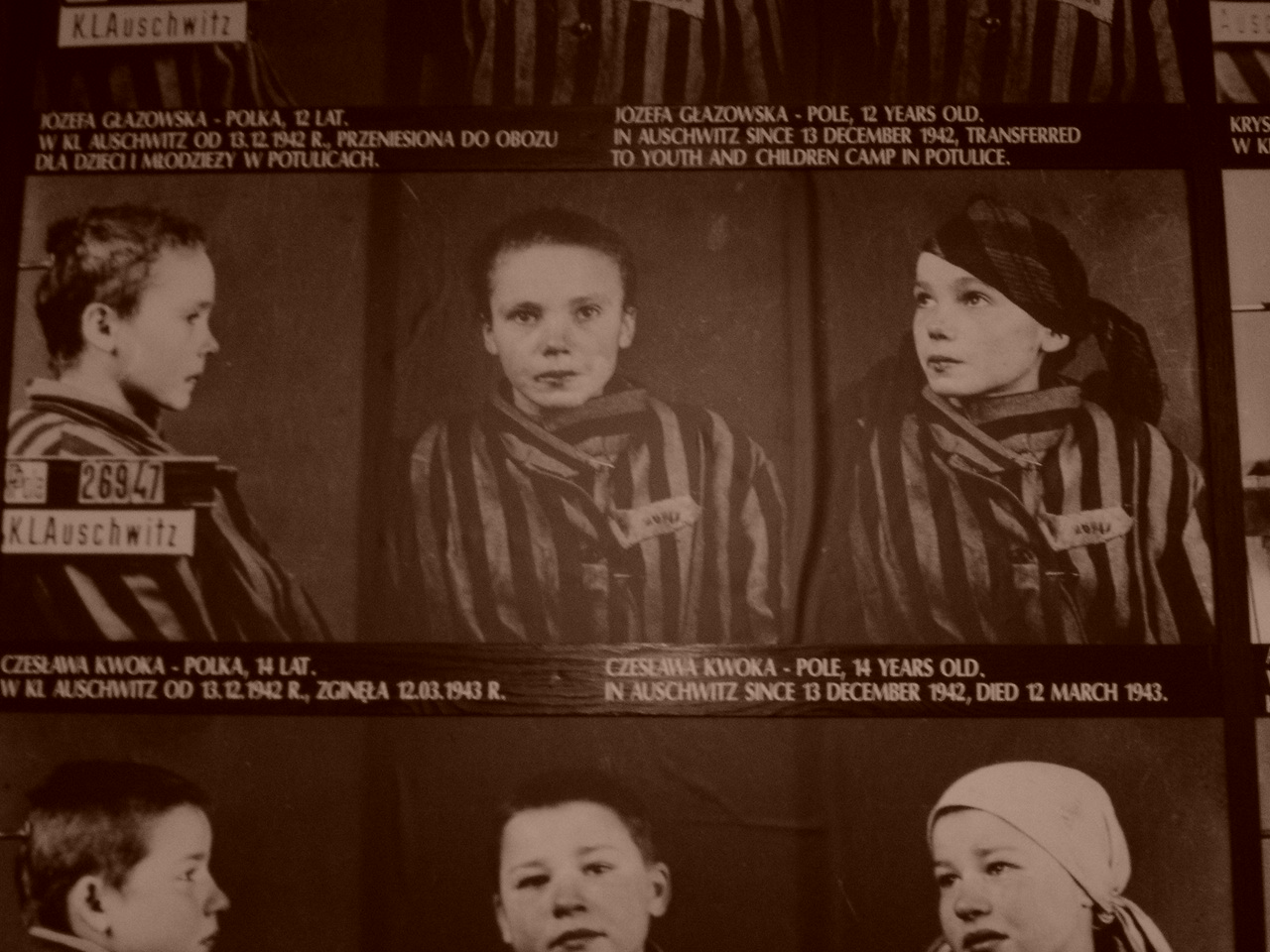
Czesława Kwoka - Polaca- 14 años de edad. Internada en Auschwitz: 13 de diciembre de 1942- Muerte: 12 de marzo de 1943 -

El nazismo está imbuido de una paranoia racial que le lleva a tejer todo un entramado científico-místico.[cita requerida] Por una parte, pretende demostrar mediante la moderna ciencia de la biología, la selección natural de Darwin y las leyes de la herencia de Gregorio Mendel, de modo pseudocientífico la realidad de la raza pura y, por otro lado, presenta la creencia mística de que esta debe recuperar unos poderes que se le suponen perdidos por los cruces con razas supuestamente degeneradas, como serían los judíos o, en menor medida, los eslavos. En los judíos se centra el mal de males y hacia mediados de la Segunda Guerra Mundial empezarán a ser exterminados en los campos de concentración.
El 1 de septiembre de 1939 Hitler firmó un decreto autorizando el exterminio de los discapacitados físicos y mentales, acto que era ejecutado por médicos y enfermeras alemanes. Se calcula[¿quién?] que alrededor de unos 70 000 pacientes alemanes y austríacos fueron asesinados bajo este decreto.
Más de 5000 niños alemanes menores de 10 años y más de 10 000 adolescentes fueron ejecutados o dejados morir por inanición. Los médicos aconsejaban a los padres deshacerse de cualquier niño menor de tres años que tuviera alguna dificultad o no pareciera ario.
Durante el nazismo se asesinaron enfermos mentales, psicóticos, esquizofrénicos, débiles mentales, discapacitados, disminuidos físicos, débiles de espíritu, inválidos y todo tipo de enfermos incurables. Todo aquel que no fuera perfecto para los parámetros del nazismo y que era considerado una amenaza para la pureza genética del pueblo alemán.
Alrededor de 5000 veteranos de guerra alemanes, que estaban hospitalizados por estrés postraumático, fueron asesinados en razón de la limpieza y la eugenesia sobre todo aquel que fuera considerado débil. Esto contradecía[cita requerida] las ideas de Hitler que criticaba a la República por no proteger a los veteranos.
Hitler sostuvo que la naturaleza se concentra en la selección de la especie. Así, la vida humana "no puede tratarse de mejorar artificialmente lo malo subsistente [...] sino por el contrario debe procurarse asegurar bases más sanas para un ciclo de desarrollo venidero". Comparó la "concepción racial del Estado nacionalsocialista" con los principios eugenésicos que los Estados Unidos de América usaron durante a comienzos del siglo XX, como prohibir la entrada de inmigrantes afectados por enfermedades contagiosas y "excluir de la naturalización, sin reparo alguno, a los elementos de determinadas razas".

### Antisemitismo
Para Hitler, los comunistas eran enemigos de la nación alemana. Pero había un enemigo mayor aún que se fusionaba con ese y con los otros posibles: los judíos. Partiendo de una concepción racista, desde principios de los años veinte Hitler fue reconstruyendo un estereotipo racial del judío, a partir de las teorías de Walter Darré, Alfred Rosenberg, Spengler (siglo XX), Houston Stewart Chamberlain y el conde de Gobineau (siglo XIX).
Los judíos encarnaban, para Hitler, todos los males que aquejaban a la nación alemana (no judía): eran los proletariados agitadores, los financistas avaros y los grandes industriales que exprimían al pueblo alemán; eran la prensa que difamaba a la nación, y también los débiles y corruptos parlamentarios cómplices de los humillantes tratados de paz y de la debilidad de la nación. Eran, en síntesis, el enemigo racial, que desde el interior corrompía y contaminaba a la nación, debilitándola.
El judío era el enemigo absoluto que tanto necesitaba el sistema totalitario para la movilización política y social, así como para distraer la opinión pública de los propios problemas.
En 1935, las leyes de Núremberg privaron a los judíos de la ciudadanía alemana y de todo derecho. Se les prohibió el contacto con los arios y se les obligó a portar una identificación. Las leyes afectaban a todos aquellos a quienes el Estado definía racialmente como judíos. Continuaron la violencia y el acoso de las SS y de la policía a los judíos, produciéndose masivas emigraciones.
Luego siguió una segunda fase de expropiación, caracterizada por la "arianización" de bienes, los despidos y los impuestos especiales.
En 1938 se les prohibió a los abogados y médicos judíos el libre ejercicio de sus profesiones y se obligó a que los que tenían nombres de pila no judíos que antepusieran los de "Sara" o "Israel" a los propios, para la identificación en los campos de trabajo y en los mismos guetos. El resultado, distinguirlos.

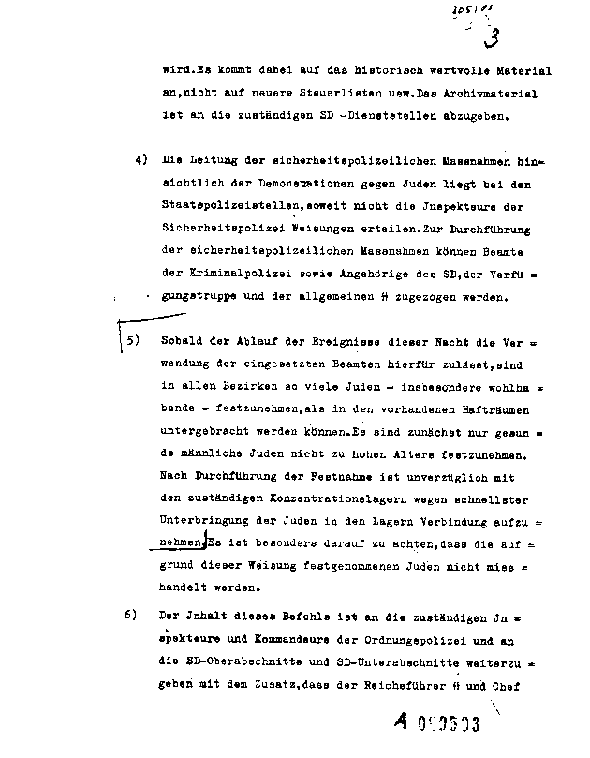
Página 3 de "Telegrama urgente (secreto)" (1:20 a. m., 10 de noviembre de 1938),. firmado por Reinhard Heydrich, acerca de "medidas contra los judíos esta noche" e instruyendo que los “ judíos arrestados” sean trasladados a "campos de concentración"

En noviembre, esgrimiendo como excusa el asesinato de un diplomático alemán en París a manos de un joven judío, fueron atacados por miembros de las SS, en lo que se llamó la "noche de los cristales rotos". El resultado fue de tal magnitud que el mismo Estado hubo de restaurar el orden que él mismo había perturbado.
Los judíos fueron considerados globalmente responsables del ataque y obligados a reparar los daños, a indemnizar al Estado alemán por los destrozos y a entregar el dinero recibido a compañías de seguros. Se los excluyó de la vida económica, se les prohibió el acceso a las universidades, el uso de transportes públicos y el frecuentar lugares públicos como teatros o jardines. Adicionalmente ese momento marcó el comienzo de un programa organizado de internamiento de los judíos en campos de concentración: en un telegrama de instrucciones firmada por Reinhard Heydrich — marcado “Urgente y secreto” — en preparación a la Kristalnacht se establece (punto 5): "Tan pronto como el curso de los eventos durante esta noche permita el uso de los oficiales de policía asignados para este propósito, serán arrestados tantos judíos como sea posible acomodar en los lugares de detención de cada distrito. —especialmente judíos ricos. Por el momento solo serán arrestados judíos varones en buen estado de salud, de edad no muy avanzada. Inmediatamente que el arresto tenga lugar, se contactara el campo de concentración adecuado para ubicar a los judíos tan rápidamente como sea posible en esos campos....". — esos campos en realidad eran “campos de trabajo forzado” en los cuales se explotaba a los internados hasta la muerte.
Finalmente, los judíos fueron concentrados en guetos (barrios especiales donde vivían hacinados) o en campos. A esto seguiría la esclavización y el exterminio durante la guerra.
Los campos de concentración, inicialmente destinados a la prisión preventiva de "enemigos del estado" (por ejemplo: comunistas y social demócratas), se convirtieron en lugares de trabajo forzoso, para experimentos médicos y para la eliminación física de judíos, gitanos, homosexuales y discapacitados.

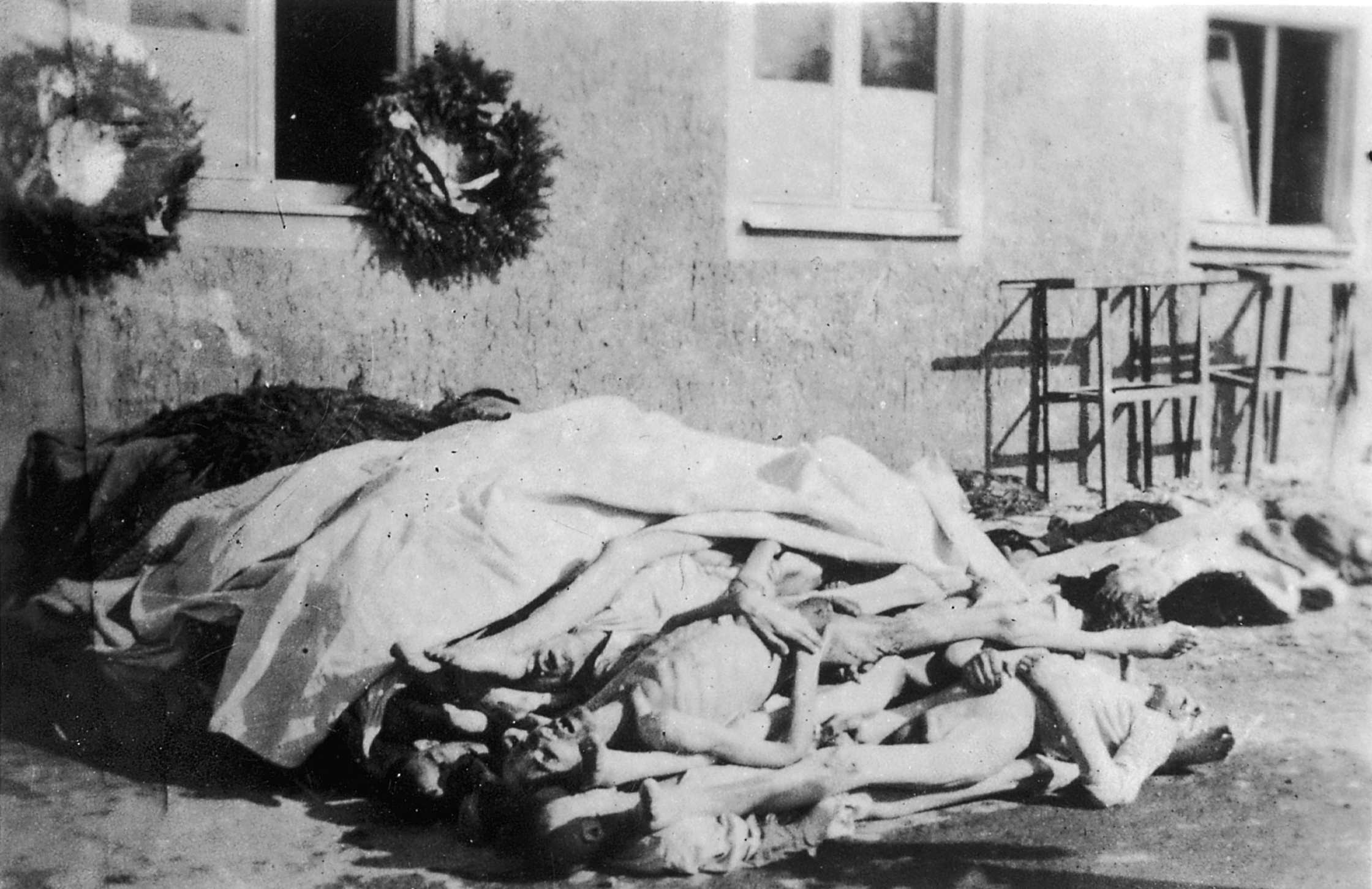
Escena en Buchenwald, el 16 de abril de 1945 - día de su liberación

Sobre este último punto, hay quienes sostienen la inexistencia del holocausto judío, ya sea en su totalidad o en las proporciones que son comúnmente aceptadas, lo que ha dado lugar a algunos juicios. Los principales expositores de esta visión son Robert Faurisson, Paul Rassinier y David Irving, Los casos más conocido son A) el del Commonwealth de Canadá contra Ernst Zündel, ciudadano alemán que vivió en Canadá entre 1958 y el 2000 y quien publicó varios panfletos cuestionando el holocausto, por lo que fue procesado por "publicar literatura capaz de incitar odio contra un grupo identificable". En dicho proceso, Alfred Leuchter, quien falsamente proclamó ser ingeniero, el "máximo experto mundial en" y "constructor" de cámaras de gas para las prisiones de los Estados Unidos evacuó el Informe Leuchter, en el que concluyó que "no hubo cámaras de gas para la ejecución en ninguno de esos lugares" y B) el de Irving contra Lipstadt y otros, en el cual Irving fue encontrado "un activo negador del Holocausto... un antisemita y un racista".

### Holocausto

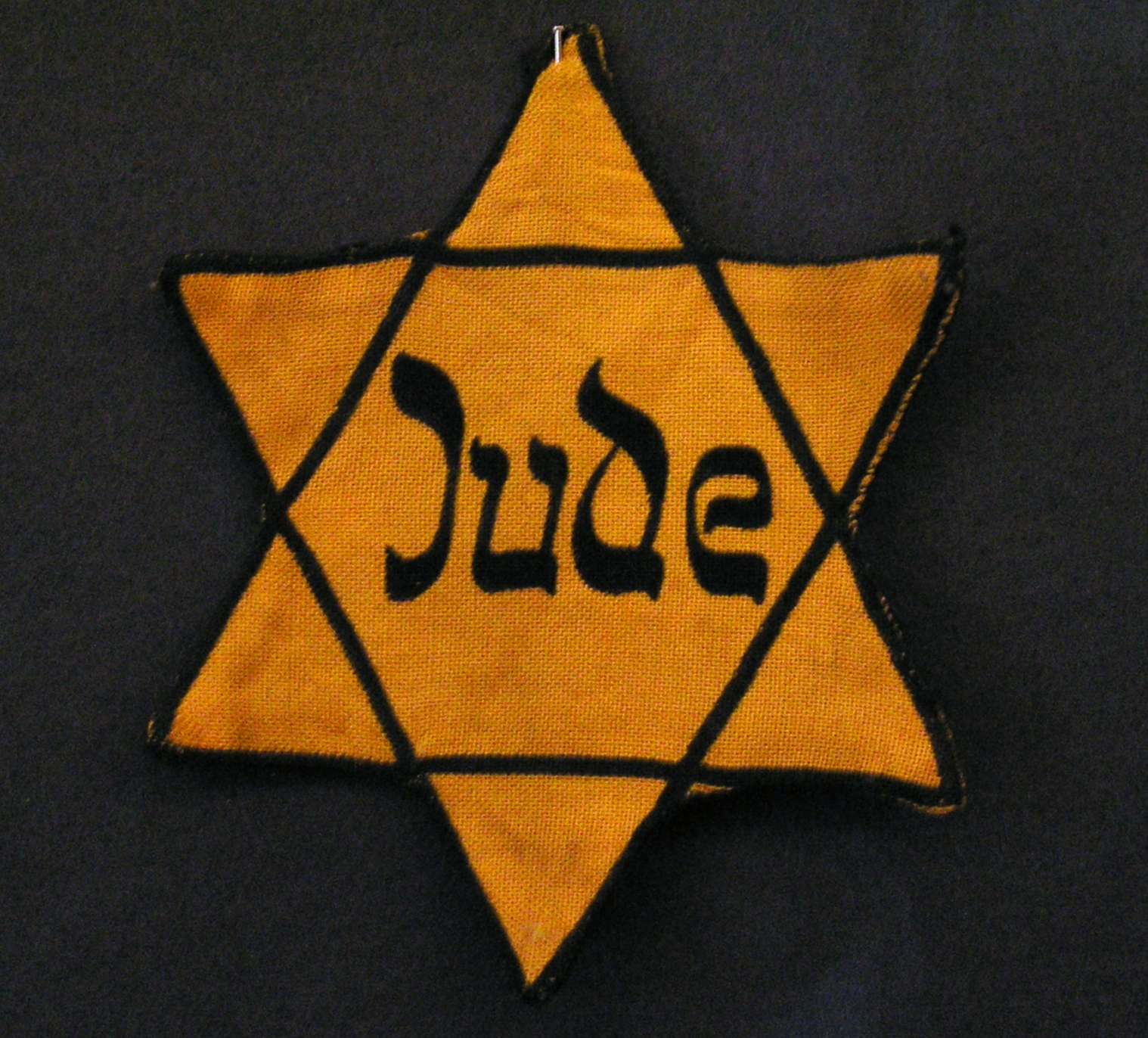
Estrella de David con que se marcaba a los judíos en la Alemania nazi.

El Holocausto fue el genocidio llevado a cabo por el régimen nacionalsocialista del Tercer Reich sobre los judíos y otros pueblos entre los años 1933 y 1945. Este genocidio fue la culminación de un largo proceso que se desarrolló paralelamente a la implantación del régimen nazi y que tenía como objetivo la creación de una comunidad nacional –Volksgemeinschaft– racialmente pura. Lo que Hitler se proponía –y así lo había anunciado el 30 de enero de 1939- era el exterminio de la raza judía de Europa.
Finalmente, en la conferencia de Wannsee, 20 de enero de 1942, se aprobó la "Solución final a la cuestión de los judíos" - Endlösung der Judenfrage o endgültige Lösung der Judefrage, acortado simplemente a "la Solución Final - Endlösung. Esta solución consistía en la eliminación física, por medio de los trabajos forzados, el hambre y las cámaras de gas, de los judíos (y otros "indeseables") internados en campos de exterminio (Auschwitz-Birkenau, Chelmno, Belzec, Majdanek, Mauthausen, Sobibor y Treblinka). La estimación histórica del número de víctimas judías es alrededor de seis millones, aunque los historiadores contemporáneos creen que el número exacto se encuentra entre los 5 y 7 millones.
Otros grupos que el régimen nazi definió cómo "indeseables" eran los homosexuales, los testigos de Jehová, los minusválidos y disidentes y los opositores políticos de varias nacionalidades y religiones (polacos, ucranianos, bielorrusos, lituanos, letones, estonios, rusos, otros eslavos, gitanos y católicos).

### Persecución de homosexuales

El Triángulo rosa, símbolo con el que se marcaba a los homosexuales en los campos de concentración nazis.

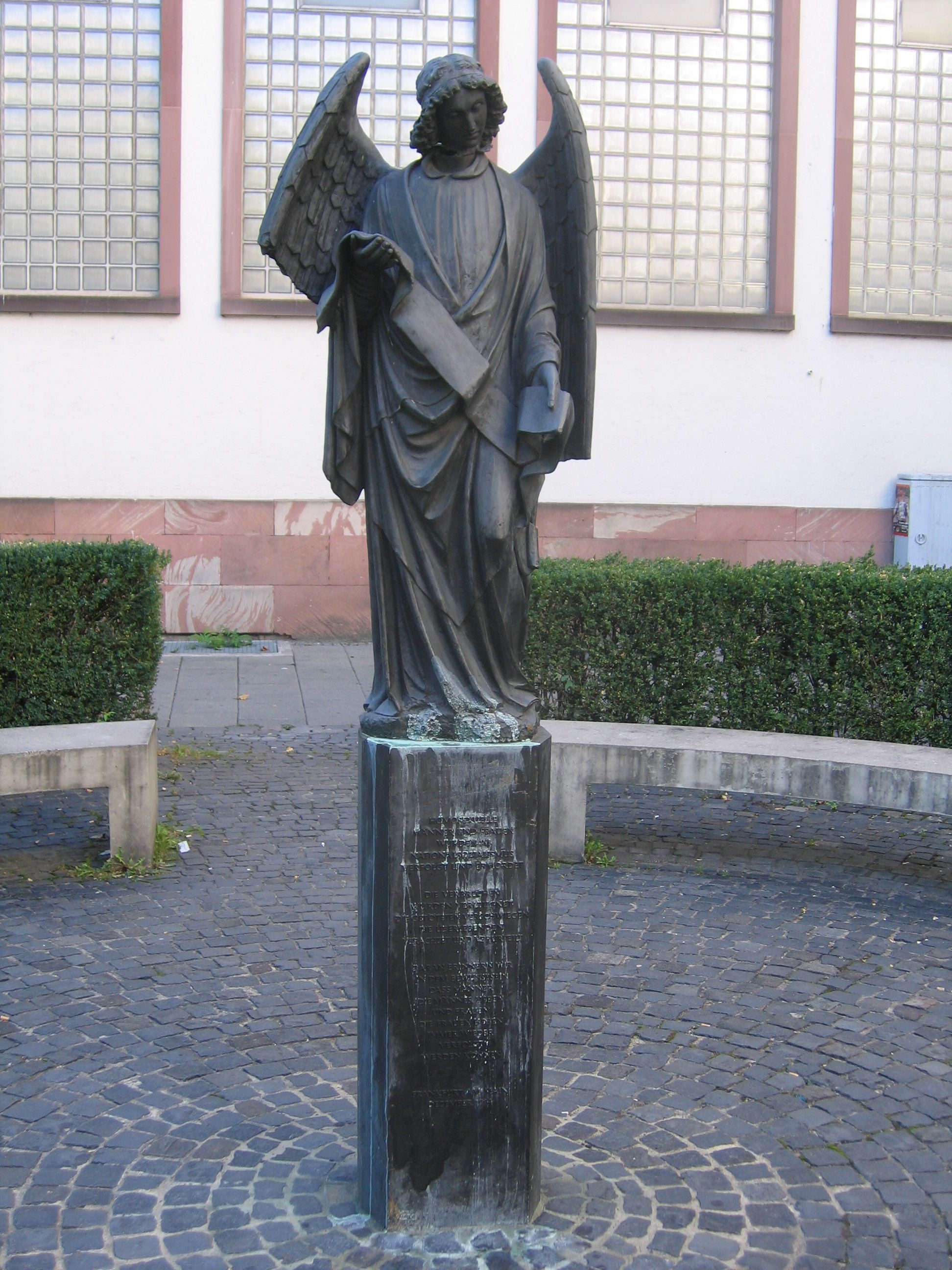
Ángel de Frankfurt

La persecución de los homosexuales en la Alemania nazi se fundamentó principalmente sobre la premisa de que la homosexualidad era incompatible con la ideología nacionalsocialista porque los homosexuales no se reproducían y por tanto no perpetuaban la raza aria. La homosexualidad constituía una de las pruebas de degeneración racial que, además, se transmitía por vicio de unos individuos a otros; por ello las autoridades debían poner todos los medios a su alcance para evitar su extensión.
El ángel de Frankfurt fue el primer monumento de Alemania en memoria de los homosexuales perseguidos por el nazismo, y posteriormente, bajo el artículo 175 del código penal alemán. Como su nombre indica el monumento es la estatua de un ángel sujetando una banda. La obra fue el primer monumento conmemorativo de las víctimas homosexuales del holocausto en Alemania. Los siguientes en ser erigidos en Alemania fueron el Triángulo rosa de Colonia (1995) y Monumento a los homosexuales perseguidos por el nazismo en Berlín (2008).
En la base de la estatua hay una inscripción en alemán que dice: "Los hombres y mujeres homosexuales fueron perseguidos y asesinados durante el régimen nacionalsocialista. La matanza fue ocultada y negada, despreciando y condenando a los supervivientes. Por ello los recordamos y a los hombres que aman a otros hombres y las mujeres que aman a otras mujeres que frecuentemente todavía siguen siendo perseguidos. Frankfurt del Meno. Diciembre 1994." La inscripción alude a que los homosexuales no solo fueron perseguidos durante el régimen nazi, sino que el artículo 175 siguió vigente y no se reformó la prohibición respecto a las prácticas homosexuales entre adultos hasta 1973, sirviendo para condenar incluso a los supervivientes de los campos de concentración. Hasta que fue derogado completamente en 1994. Lo que causó que los homosexuales no pudieran hacer durante años ninguna reclamación y fueran el último grupo de víctimas en ser oficialmente reconocido.

## Política exterior
El objetivo final de la política exterior nazi era la conquista del Lebensraum o espacio vital alemán. Su imperialismo era a la vez económico y racial. Hitler sostenía que el pueblo elegido (la raza superior) debía disponer de suficiente espacio, definido como una relación entre los recursos (tierras, alimentos) y la población. Su objetivo inmediato eran las tierras de Europa Oriental, pobladas por razas consideradas inferiores.
La política interior totalitaria del Tercer Reich estaba al servicio de su política exterior expansionista. El totalitarismo creaba las bases materiales y psíquicas para la conquista exterior y, al mismo tiempo, los grandes éxitos y la conciencia de la "misión" de la raza distraerían a la población de la represión interna.
Hitler expresó desde un principio su voluntad de rearme a Alemania. Realizado primero en secreto, se hizo público después de 1935 y fue tolerado por las naciones europeas que estaban más preocupadas por el avance del comunismo que el nazismo. La política inglesa y francesa fue la del "apaciguamiento", que consistía en conceder a Hitler aquello que reclamaba y firmar nuevos pactos, apostando con esto a mantener a los nazis bajo control.
Ejércitos mayores y mejores entrenados, producción de barcos de guerra, aviones, carros de combate y municiones, e investigación de nuevos tipos de armamento, absorbieron crecientes recursos estatales. Por otro lado, el rearme permitió llegar al pleno empleo y dejar atrás la crisis de 1929. Esto reactivó la economía alemana y trajo un nuevo prestigio al Reich.
En 1936, las fuerzas militares alemanas reocuparon sorpresivamente Renania. Desde ese momento y hasta 1939, la táctica consistió en ataques justificados por el derecho alemán a su espacio vital, seguido por nuevas promesas de paz.
Al episodio de Renania le siguió la intervención en la guerra civil española y la anexión de Austria en 1938. La semidictadura austríaca intentó en vano impedir la campaña de anexión de los nacionalistas austríacos y dejó finalmente el poder a los alemanes en 1938. Un plebiscito a favor de la "Gran Alemania" confirmó luego la Unión.
El siguiente objetivo fue Checoslovaquia, donde un conflicto con la minoría alemana de los Sudetes le sirvió de excusa para la anexión de la región en 1938. Inglaterra y Francia accedieron a estas pretensiones alemanas por medio de los Acuerdos de Múnich y Chescolovaquia debió ceder. Pero Hitler invadió el resto de Checoslovaquia en 1939. Esto puso de manifiesto su verdadera intención y el fracaso de la política de "apaciguamiento" de Inglaterra y Francia. Cuando, tras firmar un pacto de no agresión con la Unión Soviética (URSS), Hitler se lanzó en septiembre de 1939 a invadir Polonia, Francia e Inglaterra le declararon la guerra. Así comenzaba la Segunda Guerra Mundial.
Ver: Cronología de la Segunda Guerra Mundial

## Claves de la ideología nacionalsocialista temprana
- Nacionalismo alemán.
- Pangermanismo
- Corporativismo, la creación de un cuerpo colectivo entre el Estado, empresarios y trabajadores.
- Economía dirigida por el Estado y keynesianismo militar.
- Romanticismo y tercera posición. Rechazo de las ideologías herederas de la Ilustración favoreciendo en su lugar los mitos nacionalistas.
  - Anticapitalismo, y en general oposición a toda forma de ideología liberal, al capitalismo y la economía de mercado.
  - Anticomunismo y, en general, oposición a toda forma de ideología marxista y materialista y a la lucha de clases.
- Protección de la propiedad privada (bajo la intervención del Estado).
- Populismo, la representación de los sectores pobres y medios de la sociedad.
- Ocultismo nazi, relación con la mitología de diferentes religiones, incluso paganas.
- Racismo.
  - Especialmente el antisemitismo.
  - Creación de la Herrenrasse por el Lebensborn (un departamento del Tercer Reich)
  - Antieslavismo (al menos hasta la II Guerra Mundial).
  - Creencia de algunos ideólogos en la superioridad de la raza aria, alemana y nórdica, aunque también de la raza blanca europea.
- Eutanasia y eugenesia buscando la supuesta "higiene racial".
- Negación de la democracia (especialmente la democracia liberal), con la consiguiente prohibición de la existencia de partidos políticos, sindicatos.
- Führerprinzip/creencia en el líder (Responsabilidad ascendente y autoridad descendente).
- Fuerte exhibición de la cultura local.
- Regeneración del arte.
- Amor a la Naturaleza y creación de reservas naturales y leyes de protección de la Naturaleza (ecofascismo).
- Darwinismo social.
- Defensa de Sangre y Tierra (en alemán: "Blut und Boden" - idea representada por los colores rojo y negro de la bandera nazi)
- Lebensraumpolitik (política del espacio vital alemán), Lebensraum im Osten (espacio vital alemán en el Este): creación de más «espacio vital» para los alemanes en Europa oriental.
- Relación con el fascismo italiano de Benito Mussolini y el español de Francisco Franco.
- Creación del Frente de Trabajo, que aglutinaba a los trabajadores de Alemania para un mejor entendimiento de los problemas de estos.
- Proyecto "Belleza en el trabajo" para mejorar las condiciones laborales de los obreros.
- Creación de la "Ayuda de Invierno" para acabar con el hambre y la penosa situación de muchos alemanes antes del Reich.
- Grandes actos de masas para fomentar el espíritu colectivo.
- Ser miembro de las Juventudes Hitlerianas era voluntario (obligatorio desde 1936), a partir de los 10 y hasta los 17 años.

## Neonacionalsocialismo
Tras la Segunda Guerra Mundial, el nazismo ha continuado inspirando a movimientos neonazis.
En Perú en 2010, un partido nazista antichileno liderado por Ricardo de Spirito Balbuena fue aprobado por el Jurado Nacional del Elecciones (JNE) para inscripción en planillas electorales. El movimiento etnocacerista, originario de Perú, ha sido calificado como una forma de nazismo.
En muchos países, entre ellos la Alemania actual, está prohibido hacer apología del nazismo y hay leyes estrictas en contra del nazismo, que es considerado un delito; también está prohibido hacer apología del Holocausto o negar su existencia, práctica conocida como negacionismo del Holocausto.
En noviembre del 2017 se hizo público un audio del presidente de la Sociedad de Fomento de Ingeniero Maschwitz (Buenos Aires, Argentina, partido de Escobar) afirmando ser «simpatizante del nacionalsocialismo» y discriminando a una chica por su orientación sexual.